# Spanyolország a 2020. évi nyári olimpiai játékokon
Spanyolország a japán Tokióban megrendezett 2020. évi nyári olimpiai játékok egyik részt vevő nemzete volt. Az országot az olimpián 32 sportágban 328 sportoló képviselte, akik összesen 17 érmet szereztek.

## Érmesek
| Érem  | Versenyző | Sportág       | Versenyszám               |
| ----- | --- | ------------- | ------------------------- |
| Arany | Sandra Sánchez | Karate        | Női kata                  |
| Arany | Alberto Fernández Fátima Gálvez | Sportlövészet | Vegyes csapat trap        |
| Arany | Alberto Ginés | Sportmászás   | Férfi kombinált           |
| Ezüst | Carlos Arévalo Saúl Craviotto Rodrigo Germade Marcus Walz | Kajak-kenu    | Férfi kajak négyes 1000 m |
| Ezüst | Teresa Portela | Kajak-kenu    | Női kajak egyes 200 m     |
| Ezüst | Maialen Chourraut | Kajak-kenu    | Női szlalom kajak egyes   |
| Ezüst | Damián Quintero | Karate        | Férfi kata                |
| Ezüst | Nemzeti válogatott Marco Asensio Dani Ceballos Marc Cucurella Eric García Bryan Gil Óscar Gil Mikel Merino Óscar Mingueza Rafa Mir Juan Miranda Jon Moncayola Dani Olmo Mikel Oyarzabal Pedri Javi Puado Unai Simón Carlos Soler Pau Torres Jesús Vallejo Martín Zubimendi Álvaro Fernández Iván Villar | Labdarúgás    | Férfi                     |
| Ezüst | Adriana Cerezo | Taekwondo     | Női légsúly               |
| Ezüst | Rayderley Zapata | Torna         | Férfi talaj               |
| Ezüst | Nemzeti válogatott Marta Bach Anni Espar Clara Espar Laura Ester Judith Forca Maica García Godoy Irene González Paula Leitón Beatriz Ortiz Pilar Peña Elena Ruiz Elena Sánchez Roser Tarragó | Vízilabda     | Női                       |
| Bronz | Ana Peleteiro | Atlétika      | Női hármasugrás           |
| Bronz | David Valero | Kerékpározás  | Férfi terep-kerékpározás  |
| Bronz | Nemzeti válogatott Julen Aguinagalde Rodrigo Corrales Alex Dujsebajev Raúl Entrerríos Ángel Fernández Adrià Figueras Antonio García Robledo Aleix Gómez Gedeón Guardiola Eduardo Gurbindo Jorge Maqueda Viran Morros Gonzalo Pérez de Vargas Miguel Sánchez-Migallón Daniel Sarmiento Ferran Solé       | Kézilabda     | Férfi                     |
| Bronz | Pablo Carreño Busta | Tenisz        | Férfi egyes               |
| Bronz | Joan Cardona Méndez | Vitorlázás    | Férfi finn dingi          |
| Bronz | Nicolás Rodríguez Jordi Xammar | Vitorlázás    | Férfi 470-es osztály      |

## Asztalitenisz
Férfi
| Versenyző     | Versenyszám | Selejtező         | 64-es főtábla                                     | 48-as főtábla                                                   | 32-es főtábla     | Nyolcaddöntő      | Negyeddöntő       | Elődöntő          | Döntő             | Helyezés |
| Versenyző     | Versenyszám | Ellenfél Eredmény | Ellenfél Eredmény                                 | Ellenfél Eredmény                                               | Ellenfél Eredmény | Ellenfél Eredmény | Ellenfél Eredmény | Ellenfél Eredmény | Ellenfél Eredmény | Helyezés |
| ------------- | ----------- | ----------------- | ------------------------------------------------- | --------------------------------------------------------------- | ----------------- | ----------------- | ----------------- | ----------------- | ----------------- | -------- |
| Álvaro Robles | Egyes       | erőnyerő          | Gastón Alto (ARG) · 8–11, 11–4, 14–12, 11–2, 11–7 | Darko Jorgić (SLO) · 2–11, 10–12, 11–5, 11–9, 11–5, 13–15, 8–11 | kiesett           | kiesett           | kiesett           | kiesett           | kiesett           | 33.      |

Női
| Versenyző    | Versenyszám | Selejtező         | 64-es főtábla                                            | 48-as főtábla                                         | 32-es főtábla                                                       | Nyolcaddöntő      | Negyeddöntő       | Elődöntő          | Döntő             | Helyezés |
| Versenyző    | Versenyszám | Ellenfél Eredmény | Ellenfél Eredmény                                        | Ellenfél Eredmény                                     | Ellenfél Eredmény                                                   | Ellenfél Eredmény | Ellenfél Eredmény | Ellenfél Eredmény | Ellenfél Eredmény | Helyezés |
| ------------ | ----------- | ----------------- | -------------------------------------------------------- | ----------------------------------------------------- | ------------------------------------------------------------------- | ----------------- | ----------------- | ----------------- | ----------------- | -------- |
| Galia Dvorak | Egyes       | erőnyerő          | Juan Liu (USA) · 9–11, 11–4, 5–11, 5–11, 8–11            | kiesett                                               | kiesett                                                             | kiesett           | kiesett           | kiesett           | kiesett           | 49.      |
| María Xiao   | Egyes       | erőnyerő          | Anastassiya Lavrova (KAZ) · 11–9, 11–6, 11–4, 7–11, 11–3 | Minnie Soo (HKG) · 7–11, 11–6, 11–8, 11–8, 8–11, 11–9 | Feng Tien-vej (Feng Tian Wei) (SGP) · 11–8, 10–12, 5–11, 2–11, 4–11 | kiesett           | kiesett           | kiesett           | kiesett           | 17.      |

## Atlétika
Férfi
| Versenyző                | Versenyszám     | Előfutam      | Előfutam      | Előfutam      | Elődöntő | Elődöntő | Elődöntő | Döntő         | Döntő         |
| Versenyző                | Versenyszám     | Idő           | Hely.         | Össz.         | Idő      | Hely.    | Össz.    | Idő           | Helyezés      |
| ------------------------ | --------------- | ------------- | ------------- | ------------- | -------- | -------- | -------- | ------------- | ------------- |
| Óscar Husillos           | 400 m           | 48,05         | 7.            | 43.           | kiesett  | kiesett  | kiesett  | kiesett       | kiesett       |
| Adrián Ben               | 800 m           | 1:45,30       | 3.            | 9.            | 1:44,30  | 4.       | 5.       | 1:45,96       | 5.            |
| Saúl Ordóñez             | 800 m           | 1:45,98       | 5.            | 22.           | kiesett  | kiesett  | kiesett  | kiesett       | kiesett       |
| Pablo Sánchez-Valladares | 800 m           | 1:46,06       | 4.            | 25.           | kiesett  | kiesett  | kiesett  | kiesett       | kiesett       |
| Ignacio Fontes           | 1500 m          | 3:36,95       | 8.            | 15.           | 3:34,49  | 5.       | 14.      | 3:38,56       | 13.           |
| Jesús Gómez              | 1500 m          | 3:47,27       | 11.           | 37.           | 3:44,46  | 12.      | 23.      | kiesett       | kiesett       |
| Adel Mechaal             | 1500 m          | 3:36,74       | 6.            | 13.           | 3:32,19  | 4.       | 4.       | 3:30,77       | 5.            |
| Mohamed Katir            | 5000 m          | 13:30,10      | 1.            | 1.            |          |          |          | 13:06,60      | 8.            |
| Carlos Mayo              | 10 000 m        |               |               |               |          |          |          | 28:04,71      | 13.           |
| Asier Martínez           | 110 m gát       | 13,32         | 1.            | 8.            | 13,27    | 3.       | 7.       | 13,22         | 6.            |
| Sergio Fernández         | 400 m gát       | 51,51         | 7.            | 35.           | kiesett  | kiesett  | kiesett  | kiesett       | kiesett       |
| Daniel Arce              | 3000 m akadály  | 8:38,09       | 13.           | 37.           |          |          |          | kiesett       | kiesett       |
| Fernando Carro           | 3000 m akadály  | nem ért célba | nem ért célba | nem ért célba |          |          |          | kiesett       | kiesett       |
| Sebastián Martos         | 3000 m akadály  | 8:23,07       | 8.            | 23.           |          |          |          | kiesett       | kiesett       |
| Javier Guerra            | Maraton         |               |               |               |          |          |          | 2:16:42       | 32.           |
| Ayad Lamdassem           | Maraton         |               |               |               |          |          |          | 2:10:16       | 5.            |
| Daniel Mateo             | Maraton         |               |               |               |          |          |          | 2:15:21       | 21.           |
| Miguel Ángel López       | 20 km gyaloglás |               |               |               |          |          |          | 1:27:12       | 31.           |
| Diego García Carrera     | 20 km gyaloglás |               |               |               |          |          |          | 1:21:57       | 6.            |
| Álvaro Martín            | 20 km gyaloglás |               |               |               |          |          |          | 1:21:46       | 4.            |
| Jesús Ángel García       | 50 km gyaloglás |               |               |               |          |          |          | 4:10:03       | 35.           |
| Luis Manuel Corchete     | 50 km gyaloglás |               |               |               |          |          |          | nem ért célba | nem ért célba |
| Marc Tur                 | 50 km gyaloglás |               |               |               |          |          |          | 3:51:08       | 4.            |

| Versenyző            | Versenyszám   | Selejtező | Selejtező | Döntő    | Döntő    |
| Versenyző            | Versenyszám   | Eredmény  | Helyezés  | Eredmény | Helyezés |
| -------------------- | ------------- | --------- | --------- | -------- | -------- |
| Eusebio Cáceres      | Távolugrás    | 798 cm    | 9.        | 818 cm   | 4.       |
| Pablo Torrijos       | Hármasugrás   | 15,87 m   | 25.       | kiesett  | kiesett  |
| Lois Maikel Martínez | Diszkoszvetés | 54,69 m   | 30.       | kiesett  | kiesett  |
| Javier Cienfuegos    | Kalapácsvetés | 76,91 m   | 7.        | 76,30 m  | 10.      |
| Odei Jainaga         | Gerelyhajítás | 73,11 m   | 29.       | kiesett  | kiesett  |

| Versenyző   | Versenyszám | 100 m | 100 m | Távolugrás | Távolugrás | Súlylökés | Súlylökés | Magasugrás | Magasugrás | 400 m | 400 m | 110 m gát | 110 m gát | Diszkoszvetés | Diszkoszvetés | Rúdugrás | Rúdugrás | Gerelyhajítás | Gerelyhajítás | 1500 m  | 1500 m | Végeredmény | Végeredmény |
| Versenyző   | Versenyszám | Idő   | Pont  | Eredmény   | Pont       | Eredmény  | Pont      | Eredmény   | Pont       | Idő   | Pont  | Idő       | Pont      | Eredmény      | Pont          | Eredmény | Pont     | Eredmény      | Pont          | Idő     | Pont   | Pont        | Helyezés    |
| ----------- | ----------- | ----- | ----- | ---------- | ---------- | --------- | --------- | ---------- | ---------- | ----- | ----- | --------- | --------- | ------------- | ------------- | -------- | -------- | ------------- | ------------- | ------- | ------ | ----------- | ----------- |
| Jorge Ureña | Tízpróba    | 10,66 | 938   | 730 cm     | 886        | 13,97 m   | 727       | 205 cm     | 850        | 48,00 | 909   | 14,13     | 958       | 43,70 m       | 740           | 490 cm   | 880      | 55,82 m       | 675           | 4:27,82 | 759    | 8322        | 9.          |

Női
| Versenyző           | Versenyszám     | Selejtező | Selejtező | Selejtező | Előfutam | Előfutam | Előfutam | Elődöntő | Elődöntő | Elődöntő | Döntő         | Döntő         |
| Versenyző           | Versenyszám     | Idő       | Hely.     | Össz.     | Idő      | Hely.    | Össz.    | Idő      | Hely.    | Össz.    | Idő           | Helyezés      |
| ------------------- | --------------- | --------- | --------- | --------- | -------- | -------- | -------- | -------- | -------- | -------- | ------------- | ------------- |
| María Isabel Pérez  | 100 m           | kiemelt   | kiemelt   | kiemelt   | 11,51    | 4.       | 40.      | kiesett  | kiesett  | kiesett  | kiesett       | kiesett       |
| Jaël Bestué         | 200 m           |           |           |           | 23,19    | 4.       | 24.      | kiesett  | kiesett  | kiesett  | kiesett       | kiesett       |
| Aauri Bokesa        | 400 m           |           |           |           | 51,89    | 4.       | 22.      | 51,89    | 4.       | .        | kiesett       | kiesett       |
| Natalia Romero      | 800 m           |           |           |           | 2:01,16  | 6.       | 16.      | 2:01,52  | 8.       | 18.      | kiesett       | kiesett       |
| Esther Guerrero     | 1500 m          |           |           |           | 4:07,08  | 8.       | 26.      | kiesett  | kiesett  | kiesett  | kiesett       | kiesett       |
| Marta Pérez         | 1500 m          |           |           |           | 4:04,76  | 7.       | 14.      | 4:01,69  | 5.       | 12.      | 4:00,12       | 9.            |
| Lucía Rodríguez     | 5000 m          |           |           |           | 15:26,19 | 16.      | 31.      |          |          |          | kiesett       | kiesett       |
| Teresa Errandonea   | 100 m gát       |           |           |           | 13,15    | 6.       | 31.      | kiesett  | kiesett  | kiesett  | kiesett       | kiesett       |
| Carolina Robles     | 3000 m akadály  |           |           |           | 9:45,37  | 13.      | 32.      |          |          |          | 9:50,96       | 14.           |
| Marta Galimany      | Maraton         |           |           |           |          |          |          |          |          |          | 2:35:39       | 37.           |
| Elena Loyo          | Maraton         |           |           |           |          |          |          |          |          |          | 2:34:38       | 29.           |
| Laura Méndez Esquer | Maraton         |           |           |           |          |          |          |          |          |          | nem ért célba | nem ért célba |
| Laura García-Caro   | 20 km gyaloglás |           |           |           |          |          |          |          |          |          | 1:37:48       | 34.           |
| Raquel González     | 20 km gyaloglás |           |           |           |          |          |          |          |          |          | 1:31:57       | 14.           |
| María Pérez         | 20 km gyaloglás |           |           |           |          |          |          |          |          |          | 1:30:05       | 4.            |

| Versenyző          | Versenyszám   | Selejtező | Selejtező | Döntő    | Döntő    |
| Versenyző          | Versenyszám   | Eredmény  | Helyezés  | Eredmény | Helyezés |
| ------------------ | ------------- | --------- | --------- | -------- | -------- |
| Fátima Diame       | Távolugrás    | 632 cm    | 21.       | kiesett  | kiesett  |
| Ana Peleteiro      | Hármasugrás   | 14,62 m   | 2.        | 14,87 m  |          |
| María Belén Toimil | Súlylökés     | 17,38 m   | 23.       | kiesett  | kiesett  |
| Laura Redondo      | Kalapácsvetés | 62,42 m   | 29.       | kiesett  | kiesett  |

| Versenyző     | Versenyszám | 100 m gát | 100 m gát | Magasugrás | Magasugrás | Súlylökés | Súlylökés | 200 m | 200 m | Távolugrás | Távolugrás | Gerelyhajítás | Gerelyhajítás | 800 m   | 800 m | Végeredmény | Végeredmény |
| Versenyző     | Versenyszám | Idő       | Pont      | Eredmény   | Pont       | Eredmény  | Pont      | Idő   | Pont  | Eredmény   | Pont       | Eredmény      | Pont          | Idő     | Pont  | Pont        | Helyezés    |
| ------------- | ----------- | --------- | --------- | ---------- | ---------- | --------- | --------- | ----- | ----- | ---------- | ---------- | ------------- | ------------- | ------- | ----- | ----------- | ----------- |
| María Vicente | Hétpróba    | 13,44     | 1059      | 177 cm     | 941        | 12,70 m   | 707       | 23,50 | 1029  | 618 cm     | 905        | 37,04 m       | 611           | 2:16,99 | 865   | 6117        | 18.         |

Vegyes
| Versenyző                                          | Versenyszám     | Előfutam | Előfutam | Előfutam | Döntő   | Döntő    |
| Versenyző                                          | Versenyszám     | Idő      | Hely.    | Össz.    | Idő     | Helyezés |
| -------------------------------------------------- | --------------- | -------- | -------- | -------- | ------- | -------- |
| Samuel García Laura Bueno Aauri Bokesa Bernat Erta | 4 × 400 m váltó | 3:13,29  | 6.       | 10.      | kiesett | kiesett  |

## Cselgáncs
Férfi
| Versenyző               | Versenyszám | Selejtező         | 32-es főtábla                             | Nyolcaddöntő                      | Negyeddöntő                           | Elődöntő          | Vigaszág elődöntő                  | Bronz- mérkőzés   | Döntő             | Helyezés |
| Versenyző               | Versenyszám | Ellenfél Eredmény | Ellenfél Eredmény                         | Ellenfél Eredmény                 | Ellenfél Eredmény                     | Ellenfél Eredmény | Ellenfél Eredmény                  | Ellenfél Eredmény | Ellenfél Eredmény | Helyezés |
| ----------------------- | ----------- | ----------------- | ----------------------------------------- | --------------------------------- | ------------------------------------- | ----------------- | ---------------------------------- | ----------------- | ----------------- | -------- |
| Francisco Garrigós      | Légsúly     |                   | erőnyerő                                  | Luka Mkheidze (FRA) · 00(2)–01(0) | kiesett                               | kiesett           | kiesett                            | kiesett           | kiesett           | 9.       |
| Alberto Gaitero         | Harmatsúly  |                   | Heorhij Zantaraja (UKR) · 00(3)–10(2)     | kiesett                           | kiesett                               | kiesett           | kiesett                            | kiesett           | kiesett           | 17.      |
| Nikoloz Sherazadishvili | Középsúly   | erőnyerő          | Gantulgyn Altanbagana (MGL) · 01(1)–00(0) | Marcus Nyman (SWE) · 10(2)–00(2)  | Mihail Igolnyikov (ROC) · 00(2)–10(0) |                   | Davlat Bobonov (UZB) · 00(0)–01(1) | kiesett           |                   | 7.       |

Női
| Versenyző       | Versenyszám | 32-es főtábla                         | Nyolcaddöntő                       | Negyeddöntő       | Elődöntő          | Vigaszág elődöntő | Bronz- mérkőzés   | Döntő             | Helyezés |
| Versenyző       | Versenyszám | Ellenfél Eredmény                     | Ellenfél Eredmény                  | Ellenfél Eredmény | Ellenfél Eredmény | Ellenfél Eredmény | Ellenfél Eredmény | Ellenfél Eredmény | Helyezés |
| --------------- | ----------- | ------------------------------------- | ---------------------------------- | ----------------- | ----------------- | ----------------- | ----------------- | ----------------- | -------- |
| Julia Figueroa  | Légsúly     | Gülkader Şentürk (TUR) · 10(0)–00(0)  | Shira Rishony (ISR) · 00(0)–10(0)  | kiesett           | kiesett           | kiesett           | kiesett           | kiesett           | 9.       |
| Ana Pérez Box   | Harmatsúly  | Fabienne Kocher (SUI) · 00(0)–01(0)   | kiesett                            | kiesett           | kiesett           | kiesett           | kiesett           | kiesett           | 17.      |
| Cristina Cabaña | Váltósúly   | Kiyomi Watanabe (PHI) · 10(0)–00(0)   | Tina Trstenjak (SLO) · 00(0)–10(1) | kiesett           | kiesett           | kiesett           | kiesett           | kiesett           | 9.       |
| María Bernabéu  | Középsúly   | Magyina Tajmazova (ROC) · 00(0)–01(1) | kiesett                            | kiesett           | kiesett           | kiesett           | kiesett           | kiesett           | 17.      |

## Evezés
Férfi
| Versenyző                      | Versenyszám              | Előfutam | Előfutam | Vigaszág | Vigaszág | Elődöntő | Elődöntő | Elődöntő | Döntő | Döntő   | Döntő | Helyezés |
| Versenyző                      | Versenyszám              | Idő      | Hely.    | Idő      | Hely.    | Típus    | Idő      | Hely.    | Típus | Idő     | Hely. | Helyezés |
| ------------------------------ | ------------------------ | -------- | -------- | -------- | -------- | -------- | -------- | -------- | ----- | ------- | ----- | -------- |
| Caetano Horta Manel Balastegui | Könnyűsúlyú kétpárevezős | 6:38,72  | 4.       | 6:45,71  | 2.       | A/B      | 6:15,49  | 5.       | B     | 6:15,45 | 1.    | 7.       |
| Jaime Canalejo Javier García   | Kormányos nélküli kettes | 6:53,33  | 4.       | 6:47,06  | 1.       | A/B      | 6:16,25  | 3.       | A     | 6:25,25 | 6.    | 6.       |

Női
| Versenyző                    | Versenyszám              | Előfutam | Előfutam | Vigaszág | Vigaszág | Elődöntő | Elődöntő | Elődöntő | Döntő | Döntő   | Döntő | Helyezés |
| Versenyző                    | Versenyszám              | Idő      | Hely.    | Idő      | Hely.    | Típus    | Idő      | Hely.    | Típus | Idő     | Hely. | Helyezés |
| ---------------------------- | ------------------------ | -------- | -------- | -------- | -------- | -------- | -------- | -------- | ----- | ------- | ----- | -------- |
| Aina Cid Virginia Díaz Rivas | Kormányos nélküli kettes | 7:23,14  | 3.       | erőnyerő | erőnyerő | A/B      | 6:50,63  | 3.       | A     | 7:00,05 | 6.    | 6.       |

## Golf
| Versenyző       | Versenyszám  | 1. forduló | 1. forduló | 2. forduló | 2. forduló | 3. forduló | 3. forduló | 4. forduló | 4. forduló | Összesen | Összesen | Összesen |
| Versenyző       | Versenyszám  | Pont       | Par        | Pont       | Par        | Pont       | Par        | Pont       | Par        | Pontszám | Par      | Helyezés |
| --------------- | ------------ | ---------- | ---------- | ---------- | ---------- | ---------- | ---------- | ---------- | ---------- | -------- | -------- | -------- |
| Adri Arnaus     | Férfi egyéni | 68         | −3         | 69         | −2         | 74         | +3         | 67         | −4         | 278      | −6       | 38.      |
| Jorge Campillo  | Férfi egyéni | 70         | −1         | 75         | +4         | 69         | −2         | 75         | +4         | 289      | +5       | 59.      |
| Carlota Ciganda | Női egyéni   | 68         | −3         | 73         | +2         | 70         | −1         | 69         | −2         | 280      | −4       | 29.      |
| Azahara Muñoz   | Női egyéni   | 69         | −2         | 76         | +5         | 73         | +2         | 72         | +1         | 290      | +6       | 50.      |

## Gördeszka
Férfi
| Versenyző   | Versenyszám | Selejtező | Selejtező | Döntő   | Döntő   | Helyezés |
| Versenyző   | Versenyszám | Pont      | Hely.     | Pont    | Hely.   | Helyezés |
| ----------- | ----------- | --------- | --------- | ------- | ------- | -------- |
| Danny León  | Egyéni park | 72,24     | 9.        | kiesett | kiesett | 9.       |
| Jaime Mateu | Egyéni park | 69,18     | 10.       | kiesett | kiesett | 10.      |

Női
| Versenyző       | Versenyszám  | Selejtező | Selejtező | Döntő   | Döntő   | Helyezés |
| Versenyző       | Versenyszám  | Pont      | Hely.     | Pont    | Hely.   | Helyezés |
| --------------- | ------------ | --------- | --------- | ------- | ------- | -------- |
| Julia Benedetti | Egyéni park  | 27,76     | 16.       | kiesett | kiesett | 16.      |
| Andrea Benítez  | Egyéni utcai | 5,96      | 15.       | kiesett | kiesett | 15.      |

## Gyeplabda

### Férfi
| Spanyol férfi gyeplabdacsapat-játékoskeret | Spanyol férfi gyeplabdacsapat-játékoskeret                                                                                              |
| --- | --- |
| - David Alegre - Alejandro Alonso - José Basterra - Albert Béltran - Marc Boltó - Francisco Cortés - Miguel Delás (C) - Enrique González - Álvaro Iglesias | - Xavier Lleonart - Roc Oliva - Llorenç Piera - Pau Quemada - Marc Recasens - Josep Romeu - Viçens Ruiz - Marc Sallés - Ricardo Sánchez |

#### Eredmények
Csoportkör
A csoport
| Hely. | Csapat              | M | Gy | D | V | G+ | G– | Gk  | P  | Továbbjutás |
| ----- | ------------------- | - | -- | - | - | -- | -- | --- | -- | ----------- |
| 1.    | Ausztrália (AUS)    | 5 | 4  | 1 | 0 | 22 | 9  | +13 | 13 | Negyeddöntő |
| 2.    | India (IND)         | 5 | 4  | 0 | 1 | 15 | 13 | +2  | 12 | Negyeddöntő |
| 3.    | Argentína (ARG)     | 5 | 2  | 1 | 2 | 10 | 11 | −1  | 7  | Negyeddöntő |
| 4.    | Spanyolország (ESP) | 5 | 1  | 2 | 2 | 9  | 10 | −1  | 5  | Negyeddöntő |
| 5.    | Új-Zéland (NZL)     | 5 | 1  | 1 | 3 | 11 | 16 | −5  | 4  |             |
| 6.    | Japán (JPN) (R)     | 5 | 0  | 1 | 4 | 10 | 18 | −8  | 1  |             |

| 2021. július 24. 12:15 (09:15) | Argentína (ARG) | 1–1         | Spanyolország (ESP) | Játékvezetők: Simon Taylor (NZL) David Tomlinson (NZL) |
| 2021. július 24. 12:15 (09:15) | Mazzilli 23'    | Jegyzőkönyv | Quemada 52'         | Játékvezetők: Simon Taylor (NZL) David Tomlinson (NZL) |

| 2021. július 25. 20:45 (13:45) | Spanyolország (ESP)                    | 3–4         | Új-Zéland (NZL)                                     | Játékvezetők: Lim Hong Zhen (SGP) Adam Kearns (AUS) |
| 2021. július 25. 20:45 (13:45) | González 26' · Quemada 31' · Boltó 39' | Jegyzőkönyv | Jenness 14' · Tarrant 27' · Russell 48' · Smith 57' | Játékvezetők: Lim Hong Zhen (SGP) Adam Kearns (AUS) |

| 2021. július 27. 10:00 (03:00) | India (IND)                        | 3–0         | Spanyolország (ESP) | Játékvezetők: Ben Göntgen (GER) Germán Montes de Oca (ARG) |
| 2021. július 27. 10:00 (03:00) | Simranjeet 14' · Rupinder 15', 51' | Jegyzőkönyv |                     | Játékvezetők: Ben Göntgen (GER) Germán Montes de Oca (ARG) |

| 2021. július 28. 20:45 (13:45) | Japán (JPN) | 1–4         | Spanyolország (ESP)                         | Játékvezetők: Lim Hong Zhen (SGP) Martin Madden (GBR) |
| 2021. július 28. 20:45 (13:45) | Zendana 2'  | Jegyzőkönyv | Lleonart 3', 55' · Quemada 23' · Alegre 28' | Játékvezetők: Lim Hong Zhen (SGP) Martin Madden (GBR) |

| 2021. július 30. 10:00 (03:00) | Ausztrália (AUS) | 1–1         | Spanyolország (ESP) | Játékvezetők: Javed Shaikh (IND) Jakub Mejzlík (CZE) |
| 2021. július 30. 10:00 (03:00) | Wickham 18'      | Jegyzőkönyv | Quemada 60'         | Játékvezetők: Javed Shaikh (IND) Jakub Mejzlík (CZE) |

Negyeddöntő
| 2021. augusztus 1. 18:30 (11:30) | Belgium (BEL)                 | 3–1         | Spanyolország (ESP) | Játékvezetők: Adam Kearns (AUS) Lim Hong Zhen (SGP) |
| 2021. augusztus 1. 18:30 (11:30) | Hendrickx 38', 57' · Boon 41' | Jegyzőkönyv | Alegre 26'          | Játékvezetők: Adam Kearns (AUS) Lim Hong Zhen (SGP) |

| Csapat              | Helyezés |
| ------------------- | -------- |
| Spanyolország (ESP) | 8.       |

### Női
| Spanyol női gyeplabdacsapat-játékoskeret | Spanyol női gyeplabdacsapat-játékoskeret                                                                                                |
| --- | --- |
| - Laura Barrios - Berta Bonastre - Begoña García Grau - Xantal Giné - Belén Iglesias - Lucía Jiménez Vicente - María López García - Alicia Magaz - Candela Mejías | - Georgina Oliva (C) - Carlota Petchamé - Beatriz Pérez - Julia Pons - Lola Riera - María Ruiz - Alejandra Torres-Quevedo - Clara Ycart |

#### Eredmények
Csoportkör
B csoport
| Hely. | Csapat              | M | Gy | D | V | G+ | G– | Gk  | P  | Továbbjutás |
| ----- | ------------------- | - | -- | - | - | -- | -- | --- | -- | ----------- |
| 1.    | Ausztrália (AUS)    | 5 | 5  | 0 | 0 | 13 | 1  | +12 | 15 | Negyeddöntő |
| 2.    | Spanyolország (ESP) | 5 | 3  | 0 | 2 | 9  | 8  | +1  | 9  | Negyeddöntő |
| 3.    | Argentína (ARG)     | 5 | 3  | 0 | 2 | 8  | 8  | 0   | 9  | Negyeddöntő |
| 4.    | Új-Zéland (NZL)     | 5 | 2  | 0 | 3 | 8  | 7  | +1  | 6  | Negyeddöntő |
| 5.    | Kína (CHN)          | 5 | 2  | 0 | 3 | 9  | 16 | −7  | 6  |             |
| 6.    | Japán (JPN)         | 5 | 0  | 0 | 5 | 6  | 13 | −7  | 0  |             |

| 2021. július 25. 10:00 (03:00) | Ausztrália (AUS)                       | 3–1         | Spanyolország (ESP) | Játékvezetők: Michelle Joubert (RSA) Annelize Rostron (RSA) |
| 2021. július 25. 10:00 (03:00) | Malone 31' · Chalker 32' · Stewart 37' | Jegyzőkönyv | Pérez 33'           | Játékvezetők: Michelle Joubert (RSA) Annelize Rostron (RSA) |

| 2021. július 26. 19:00 (12:00) | Argentína (ARG)                               | 3–0         | Spanyolország (ESP) | Játékvezetők: Ayanna McClean (TTO) Aleisha Neumann (AUS) |
| 2021. július 26. 19:00 (12:00) | Raposo 47' · Albertario 57' · Barrionuevo 59' | Jegyzőkönyv |                     | Játékvezetők: Ayanna McClean (TTO) Aleisha Neumann (AUS) |

| 2021. július 28. 11:45 (04:45) | Új-Zéland (NZL) | 1–2         | Spanyolország (ESP)     | Játékvezetők: Carolina de la Fuente (ARG) Michelle Meister (GER) |
| 2021. július 28. 11:45 (04:45) | Charlton 35'    | Jegyzőkönyv | Iglesias 8' · Riera 22' | Játékvezetők: Carolina de la Fuente (ARG) Michelle Meister (GER) |

| 2021. július 29. 18:30 (11:30) | Spanyolország (ESP)     | 2–0         | Kína (CHN) | Játékvezetők: Michelle Meister (GER) Irene Presenqui (ARG) |
| 2021. július 29. 18:30 (11:30) | Pérez 4' · Bonastre 19' | Jegyzőkönyv |            | Játékvezetők: Michelle Meister (GER) Irene Presenqui (ARG) |

| 2021. július 31. 10:00 (03:00) | Japán (JPN) | 1–4         | Spanyolország (ESP)                                  | Játékvezetők: Sarah Wilson (GBR) Maggie Giddens (USA) |
| 2021. július 31. 10:00 (03:00) | Mori 6'     | Jegyzőkönyv | Barrios 25' · García 38' · Mejías 55' · Bonastre 57' | Játékvezetők: Sarah Wilson (GBR) Maggie Giddens (USA) |

Negyeddöntő
| 2021. augusztus 2. 21:00 (14:00) | Spanyolország (ESP)         | 2–2         | Nagy-Britannia (GBR)     | Játékvezetők: Aleisha Neumann (AUS) Annelize Rostron (RSA) |
| 2021. augusztus 2. 21:00 (14:00) | Iglesias 20' · Bonastre 51' | Jegyzőkönyv | Martin 17' · Balsdon 37' | Játékvezetők: Aleisha Neumann (AUS) Annelize Rostron (RSA) |
| 2021. augusztus 2. 21:00 (14:00) | Büntetőpárbaj:              |             |                          | Játékvezetők: Aleisha Neumann (AUS) Annelize Rostron (RSA) |
| 2021. augusztus 2. 21:00 (14:00) | Ycart García Olivia Pérez   | 0–2         | Toman Martin Jones       | Játékvezetők: Aleisha Neumann (AUS) Annelize Rostron (RSA) |

| Csapat              | Helyezés |
| ------------------- | -------- |
| Spanyolország (ESP) | 7.       |

## Íjászat
Férfi
| Versenyző     | Versenyszám | Selejtező | Selejtező | 64-es főtábla                                   | 32-es főtábla     | Nyolcaddöntő      | Negyeddöntő       | Elődöntő          | Döntő             | Helyezés |
| Versenyző     | Versenyszám | Pont      | Kiemelés  | Ellenfél Eredmény                               | Ellenfél Eredmény | Ellenfél Eredmény | Ellenfél Eredmény | Ellenfél Eredmény | Ellenfél Eredmény | Helyezés |
| ------------- | ----------- | --------- | --------- | ----------------------------------------------- | ----------------- | ----------------- | ----------------- | ----------------- | ----------------- | -------- |
| Daniel Castro | Egyéni      | 650       | 44.       | Vej Csün-hang (Wei Chun-heng) (TPE) (21.) · 2–6 | kiesett           | kiesett           | kiesett           | kiesett           | kiesett           | 33.      |

Női
| Versenyző       | Versenyszám | Selejtező | Selejtező | 64-es főtábla                    | 32-es főtábla     | Nyolcaddöntő      | Negyeddöntő       | Elődöntő          | Döntő             | Helyezés |
| Versenyző       | Versenyszám | Pont      | Kiemelés  | Ellenfél Eredmény                | Ellenfél Eredmény | Ellenfél Eredmény | Ellenfél Eredmény | Ellenfél Eredmény | Ellenfél Eredmény | Helyezés |
| --------------- | ----------- | --------- | --------- | -------------------------------- | ----------------- | ----------------- | ----------------- | ----------------- | ----------------- | -------- |
| Inés de Velasco | Egyéni      | 628       | 48.       | Casey Kaufhold (USA) (17.) · 3–7 | kiesett           | kiesett           | kiesett           | kiesett           | kiesett           | 33.      |

Vegyes csapat
| Versenyző                     | Versenyszám | Selejtező | Selejtező | Nyolcaddöntő      | Negyeddöntő       | Elődöntő          | Döntő             | Helyezés |
| Versenyző                     | Versenyszám | Pont      | Kiemelés  | Ellenfél Eredmény | Ellenfél Eredmény | Ellenfél Eredmény | Ellenfél Eredmény | Helyezés |
| ----------------------------- | ----------- | --------- | --------- | ----------------- | ----------------- | ----------------- | ----------------- | -------- |
| Daniel Castro Inés de Velasco | Vegyes      | 1278      | 21.       | kiesett           | kiesett           | kiesett           | kiesett           | 21.      |

## Kajak-kenu

### Gyorsasági
Férfi
| Versenyző                                                 | Versenyszám         | Előfutam | Előfutam | Előfutam | Negyeddöntő | Negyeddöntő | Negyeddöntő | Elődöntő | Elődöntő | Elődöntő | Döntő   | Döntő    | Döntő    | Helyezés |
| Versenyző                                                 | Versenyszám         | Idő      | Hely.    | Össz.    | Idő         | Hely.       | Össz.       | Idő      | Hely.    | Össz.    | Típus   | Idő      | Helyezés | Helyezés |
| --------------------------------------------------------- | ------------------- | -------- | -------- | -------- | ----------- | ----------- | ----------- | -------- | -------- | -------- | ------- | -------- | -------- | -------- |
| Carlos Arévalo                                            | Kajak egyes 200 m   | 34,452   | 2.       | 2.       | erőnyerő    | erőnyerő    | erőnyerő    | 35,207   | 3.       | 6.       | A       | 35,391   | 5.       | 5.       |
| Saúl Craviotto                                            | Kajak egyes 200 m   | 35,002   | 2.       | 7.       | erőnyerő    | erőnyerő    | erőnyerő    | 35,934   | 4.       | 9.       | A       | 35,568   | 7.       | 7.       |
| Francisco Cubelos Iñigo Peña                              | Kajak kettes 1000 m | 3:10,138 | 1.       | 3.       | erőnyerő    | erőnyerő    | erőnyerő    | 3:19,133 | 4.       | 8.       | A       | 3:17,327 | 6.       | 6.       |
| Saúl Craviotto Marcus Walz Carlos Arévalo Rodrigo Germade | Kajak négyes 500 m  | 1:21,658 | 1.       | 1.       | erőnyerő    | erőnyerő    | erőnyerő    | 1:24,355 | 1.       | 5.       | A       | 1:22,445 | 2.       |          |
| Cayetano García                                           | Kenu egyes 1000 m   | 4:34,418 | 4.       | 25.      | 4:31,929    | 5.          | 17.         | kiesett  | kiesett  | kiesett  | kiesett | kiesett  | kiesett  | 27.      |
| Pablo Martínez                                            | Kenu egyes 1000 m   | 4:21,729 | 5.       | 20.      | 4:09,102    | 3.          | 7.          | kiesett  | kiesett  | kiesett  | kiesett | kiesett  | kiesett  | 18.      |
| Cayetano García Pablo Martínez                            | Kenu kettes 1000 m  | 3:44,947 | 2.       | 4.       | erőnyerő    | erőnyerő    | erőnyerő    | 3:28,594 | 4.       | 8.       | A       | 3:41,572 | 8.       | 8.       |

Női
| Versenyző        | Versenyszám       | Előfutam | Előfutam | Előfutam | Negyeddöntő | Negyeddöntő | Negyeddöntő | Elődöntő | Elődöntő | Elődöntő | Döntő | Döntő    | Döntő    | Helyezés |
| Versenyző        | Versenyszám       | Idő      | Hely.    | Össz.    | Idő         | Hely.       | Össz.       | Idő      | Hely.    | Össz.    | Típus | Idő      | Helyezés | Helyezés |
| ---------------- | ----------------- | -------- | -------- | -------- | ----------- | ----------- | ----------- | -------- | -------- | -------- | ----- | -------- | -------- | -------- |
| Teresa Portela   | Kajak egyes 200 m | 40,812   | 1.       | 2.       | erőnyerő    | erőnyerő    | erőnyerő    | 38,858   | =4.      | =4.      | A     | 38,883   | 2.       |          |
| Isabel Contreras | Kajak egyes 500 m | 1:49,256 | 4.       | 10.      | 1:51,235    | 1.          | 8.          | 1:54,535 | 6.       | 20.      | C     | 1:55,728 | 3.       | 19.      |
| Antía Jácome     | Kenu egyes 200 m  | 46,691   | 3.       | 8.       | 45,668      | 1.          | 1.          | 47,414   | 4.       | 6.       | A     | 47,226   | 5.       | 5.       |

### Szlalom
Férfi
| Versenyző      | Versenyszám | Selejtező | Selejtező | Selejtező | Selejtező | Selejtező     | Selejtező     | Elődöntő | Elődöntő | Döntő  | Döntő    |
| Versenyző      | Versenyszám | 1. futam  | 1. futam  | 2. futam  | 2. futam  | Jobb eredmény | Jobb eredmény | Elődöntő | Elődöntő | Döntő  | Döntő    |
| Versenyző      | Versenyszám | Pont      | Hely.     | Pont      | Hely.     | Pont          | Hely.         | Pont     | Hely.    | Pont   | Helyezés |
| -------------- | ----------- | --------- | --------- | --------- | --------- | ------------- | ------------- | -------- | -------- | ------ | -------- |
| David Llorente | Kajak egyes | 147,62    | 22.       | 95,83     | 14.       | 95,83         | 18.           | 98,26    | 8.       | 10.    |          |
| Ander Elosegi  | Kenu egyes  | 103,78    | 8.        | 101,51    | 4.        | 101,51        | 7.            | 103,15   | 3.       | 106,59 | 8.       |

Női
| Versenyző         | Versenyszám | Selejtező | Selejtező | Selejtező | Selejtező | Selejtező     | Selejtező     | Elődöntő | Elődöntő | Döntő  | Döntő    |
| Versenyző         | Versenyszám | 1. futam  | 1. futam  | 2. futam  | 2. futam  | Jobb eredmény | Jobb eredmény | Elődöntő | Elődöntő | Döntő  | Döntő    |
| Versenyző         | Versenyszám | Pont      | Hely.     | Pont      | Hely.     | Pont          | Hely.         | Pont     | Hely.    | Pont   | Helyezés |
| ----------------- | ----------- | --------- | --------- | --------- | --------- | ------------- | ------------- | -------- | -------- | ------ | -------- |
| Maialen Chourraut | Kajak egyes | 108,25    | 6.        | 105,13    | 5.        | 105,13        | 5.            | 109,92   | 7.       | 106,63 |          |
| Núria Vilarrubla  | Kenu egyes  | 118,03    | 9.        | 121,00    | 15.       | 118,03        | 13.           | 119,99   | 8.       | 127,33 | 8.       |

## Karate
Férfi
| Versenyző       | Versenyszám | Csoportkör selejtező | Csoportkör selejtező | Csoportkör selejtező | Csoportkör rangsoroló                                               | Csoportkör rangsoroló | Csoportkör rangsoroló | Bronz- mérkőzés | Bronz- mérkőzés | Döntő                    | Döntő      | Helyezés |
| Versenyző       | Versenyszám | Ellenfelek pont | Saját pont           | Hely.                | Ellenfelek pont                                                     | Saját pont            | Hely.                 | Ellenfél pont   | Saját pont      | Ellenfél pont            | Saját pont | Helyezés |
| --------------- | ----------- | --- | -------------------- | -------------------- | ------------------------------------------------------------------- | --------------------- | --------------------- | --------------- | --------------- | ------------------------ | ---------- | -------- |
| Damián Quintero | Kata        | A csoport · Ariel Torres (USA) · 26,19 · Park Hee-jun (KOR) · 25,62 · Ilja Smorguner (GER) · 24,56 · Mohammad Al-Mosawi (KUW) · 24,28 | 27,37                | 1.                   | A csoport · Ariel Torres (USA) · 26,46 · Park Hee-jun (KOR) · 25,98 | 27,28                 | 1.                    |                 |                 | Kijuna Rjó (JPN) · 28,72 | 27,66      |          |

Női
| Versenyző      | Versenyszám | Csoportkör selejtező | Csoportkör selejtező | Csoportkör selejtező | Csoportkör rangsoroló                                              | Csoportkör rangsoroló | Csoportkör rangsoroló | Bronz- mérkőzés | Bronz- mérkőzés | Döntő                     | Döntő      | Helyezés |
| Versenyző      | Versenyszám | Ellenfelek pont | Saját pont           | Hely.                | Ellenfelek pont                                                    | Saját pont            | Hely.                 | Ellenfél pont   | Saját pont      | Ellenfél pont             | Saját pont | Helyezés |
| -------------- | ----------- | --- | -------------------- | -------------------- | ------------------------------------------------------------------ | --------------------- | --------------------- | --------------- | --------------- | ------------------------- | ---------- | -------- |
| Sandra Sánchez | Kata        | A csoport · Grace Lau (HKG) · 26,15 · Sakura Kokumai (USA) · 25,75 · Jasmin Jüttner (GER) · 24,29 · Puleksenija Jovanoska (MKD) · 23,90 | 27,43                | 1.                   | A csoport · Grace Lau (HKG) · 26,40 · Sakura Kokumai (USA) · 25,54 | 27,86                 | 1.                    |                 |                 | Simizu Kijó (JPN) · 27,88 | 28,06      |          |

## Kerékpározás

### Hegyi-kerékpározás
| Versenyző             | Versenyszám        | Idő     | Helyezés |
| --------------------- | ------------------ | ------- | -------- |
| Jofre Cullell         | Férfi terepverseny | 1:28:16 | 15.      |
| David Valero          | Férfi terepverseny | 1:25:48 |          |
| Rocío del Alba García | Női terepverseny   | 1:26:32 | 26.      |

### Országúti kerékpározás
Férfi
| Versenyző          | Versenyszám   | Idő              | Helyezés      |
| ------------------ | ------------- | ---------------- | ------------- |
| Omar Fraile        | Mezőnyverseny | nem ért célba    | nem ért célba |
| Jesús Herrada      | Mezőnyverseny | 6:16:53 (+11:27) | 62.           |
| Gorka Izagirre     | Mezőnyverseny | 6:11:46 (+6:20)  | 23.           |
| Alejandro Valverde | Mezőnyverseny | 6:15:38 (+10:12) | 42.           |
| Ion Izagirre       | Mezőnyverseny | 6:21:46 (+16:20) | 79.           |
| Ion Izagirre       | Időfutam      | nem ért célba    | nem ért célba |

Női
| Versenyző       | Versenyszám   | Idő                 | Helyezés |
| --------------- | ------------- | ------------------- | -------- |
| Ane Santesteban | Mezőnyverseny | 3:56:04 (+3:19)     | 28.      |
| Mavi García     | Mezőnyverseny | 3:54:31 (+1:46)     | 12.      |
| Mavi García     | Időfutam      | 34:39,96 (+4:26,47) | 23.      |

### Pálya-kerékpározás
Omnium
| Versenyző     | Versenyszám | 10 km-es scratch | 10 km-es scratch | 10 km-es tempóverseny | 10 km-es tempóverseny | Kieséses verseny | Kieséses verseny | 25 km-es pontverseny | 25 km-es pontverseny | Összesítés | Összesítés |
| Versenyző     | Versenyszám | Pont             | Hely.            | Pont                  | Hely.                 | Pont             | Hely.            | Pont                 | Hely.                | Pont       | Helyezés   |
| ------------- | ----------- | ---------------- | ---------------- | --------------------- | --------------------- | ---------------- | ---------------- | -------------------- | -------------------- | ---------- | ---------- |
| Albert Torres | Férfi       | 12               | 15.              | 22                    | 10.                   | 28               | 7.               | 22                   | 11.                  | 84         | 10.        |

Madison
| Versenyző                    | Versenyszám | Döntő | Döntő | Helyezés |
| Versenyző                    | Versenyszám | Pont  | Hely. | Helyezés |
| ---------------------------- | ----------- | ----- | ----- | -------- |
| Sebastián Mora Albert Torres | Férfi       | 14    | 6.    | 6.       |

## Kézilabda

### Férfi
| Spanyol férfi kézilabdacsapat-játékoskeret | Spanyol férfi kézilabdacsapat-játékoskeret |
| --- | --- |
| - Julen Aguinagalde - Rodrigo Corrales - Alex Dujsebajev - Raúl Entrerríos - Ángel Fernández - Adrià Figueras - Antonio García Robledo - Aleix Gómez | - Gedeón Guardiola - Eduardo Gurbindo - Jorge Maqueda - Viran Morros - Gonzalo Pérez de Vargas - Miguel Sánchez-Migallón - Daniel Sarmiento - Ferran Solé |
| Szövetségi kapitány: Jordi Ribera | |

#### Eredmények
Csoportkör
A csoport
| Hely. | Csapat              | M | Gy | D | V | G+  | G–  | Gk  | P | Továbbjutás |
| ----- | ------------------- | - | -- | - | - | --- | --- | --- | - | ----------- |
| 1.    | Franciaország (FRA) | 5 | 4  | 0 | 1 | 162 | 148 | +14 | 8 | Negyeddöntő |
| 2.    | Spanyolország (ESP) | 5 | 4  | 0 | 1 | 155 | 142 | +13 | 8 | Negyeddöntő |
| 3.    | Németország (GER)   | 5 | 3  | 0 | 2 | 146 | 131 | +15 | 6 | Negyeddöntő |
| 4.    | Norvégia (NOR)      | 5 | 3  | 0 | 2 | 136 | 132 | +4  | 6 | Negyeddöntő |
| 5.    | Brazília (BRA)      | 5 | 1  | 0 | 4 | 128 | 145 | −17 | 2 |             |
| 6.    | Argentína (ARG)     | 5 | 0  | 0 | 5 | 125 | 154 | −29 | 0 |             |

| 2021. július 24. 16:15 (9:15) | Németország (GER) | 27–28       | Spanyolország (ESP) | Jojogi Nemzeti Sportcsarnok, Tokió Nézőszám: 0 Játékvezetők: Kurtagic, Wetterwik (SWE) |
| 2021. július 24. 16:15 (9:15) | Weinhold 5        | (13–12)     | Figueras, Gómez 5   | Jojogi Nemzeti Sportcsarnok, Tokió Nézőszám: 0 Játékvezetők: Kurtagic, Wetterwik (SWE) |
| 2021. július 24. 16:15 (9:15) | 5× 2×             | Jegyzőkönyv | 2× 2×               | Jojogi Nemzeti Sportcsarnok, Tokió Nézőszám: 0 Játékvezetők: Kurtagic, Wetterwik (SWE) |

| 2021. július 26. 16:15 (9:15) | Spanyolország (ESP) | 28–27       | Norvégia (NOR) | Jojogi Nemzeti Sportcsarnok, Tokió Játékvezetők: Nikolov, Nachevski (MKD) |
| 2021. július 26. 16:15 (9:15) | Figueras 10         | (13–14)     | Jøndal 9       | Jojogi Nemzeti Sportcsarnok, Tokió Játékvezetők: Nikolov, Nachevski (MKD) |
| 2021. július 26. 16:15 (9:15) | 5× 1×               | Jegyzőkönyv | 2× 2×          | Jojogi Nemzeti Sportcsarnok, Tokió Játékvezetők: Nikolov, Nachevski (MKD) |

| 2021. július 28. 19:30 (12:30) | Brazília (BRA) | 25–32       | Spanyolország (ESP) | Jojogi Nemzeti Sportcsarnok, Tokió Játékvezetők: Hansen, Madsen (DEN) |
| 2021. július 28. 19:30 (12:30) | Silva 6        | (16–18)     | Solé 5              | Jojogi Nemzeti Sportcsarnok, Tokió Játékvezetők: Hansen, Madsen (DEN) |
| 2021. július 28. 19:30 (12:30) | 4×             | Jegyzőkönyv | 1× 1×               | Jojogi Nemzeti Sportcsarnok, Tokió Játékvezetők: Hansen, Madsen (DEN) |

| 2021. július 30. 14:15 (7:15) | Franciaország (FRA) | 36–31       | Spanyolország (ESP) | Jojogi Nemzeti Sportcsarnok, Tokió Játékvezetők: Horáček, Novotný (CZE) |
| 2021. július 30. 14:15 (7:15) | Remili 9            | (18–12)     | Dujsebajev, Gómez 5 | Jojogi Nemzeti Sportcsarnok, Tokió Játékvezetők: Horáček, Novotný (CZE) |
| 2021. július 30. 14:15 (7:15) | 3× 2×               | Jegyzőkönyv | 2× 1×               | Jojogi Nemzeti Sportcsarnok, Tokió Játékvezetők: Horáček, Novotný (CZE) |

| 2021. augusztus 1. 14:15 (7:15) | Spanyolország (ESP) | 36–27       | Argentína (ARG) | Jojogi Nemzeti Sportcsarnok, Tokió Játékvezetők: Kurtagic, Wetterwik (SWE) |
| 2021. augusztus 1. 14:15 (7:15) | Gómez 6             | (17–12)     | Pizarro 5       | Jojogi Nemzeti Sportcsarnok, Tokió Játékvezetők: Kurtagic, Wetterwik (SWE) |
| 2021. augusztus 1. 14:15 (7:15) | 3×                  | Jegyzőkönyv | 3×              | Jojogi Nemzeti Sportcsarnok, Tokió Játékvezetők: Kurtagic, Wetterwik (SWE) |

Negyeddöntő
| 2021. augusztus 3. 13:15 (6:15) | Svédország (SWE) | 33–34       | Spanyolország (ESP) | Jojogi Nemzeti Sportcsarnok, Tokió Játékvezetők: Schulze, Tönnies (GER) |
| 2021. augusztus 3. 13:15 (6:15) | Wanne 10         | (20–18)     | Gómez 8             | Jojogi Nemzeti Sportcsarnok, Tokió Játékvezetők: Schulze, Tönnies (GER) |
| 2021. augusztus 3. 13:15 (6:15) | 4× 1×            | Jegyzőkönyv | 3× 2×               | Jojogi Nemzeti Sportcsarnok, Tokió Játékvezetők: Schulze, Tönnies (GER) |

Elődöntő
| 2021. augusztus 5. 21:00 (14:00) | Spanyolország (ESP)    | 23–27       | Dánia (DEN)  | Jojogi Nemzeti Sportcsarnok, Tokió Játékvezetők: Brunner, Salah (SUI) |
| 2021. augusztus 5. 21:00 (14:00) | Dujsebajev, Figueras 5 | (10–14)     | M. Hansen 12 | Jojogi Nemzeti Sportcsarnok, Tokió Játékvezetők: Brunner, Salah (SUI) |
| 2021. augusztus 5. 21:00 (14:00) | 4× 1×                  | Jegyzőkönyv | 2×           | Jojogi Nemzeti Sportcsarnok, Tokió Játékvezetők: Brunner, Salah (SUI) |

Bronzmérkőzés
| 2021. augusztus 7. 17:00 (10:00) | Egyiptom (EGY)     | 31–33       | Spanyolország (ESP) | Jojogi Nemzeti Sportcsarnok, Tokió Játékvezetők: Schulze, Tönnies (GER) |
| 2021. augusztus 7. 17:00 (10:00) | El-Ahmar, Shebib 7 | (16–19)     | Gómez 8             | Jojogi Nemzeti Sportcsarnok, Tokió Játékvezetők: Schulze, Tönnies (GER) |
| 2021. augusztus 7. 17:00 (10:00) | 2×                 | Jegyzőkönyv | 4× 2× 1×            | Jojogi Nemzeti Sportcsarnok, Tokió Játékvezetők: Schulze, Tönnies (GER) |

| Csapat              | Helyezés |
| ------------------- | -------- |
| Spanyolország (ESP) |          |

### Női
| Spanyol női kézilabdacsapat-játékoskeret | Spanyol női kézilabdacsapat-játékoskeret                                                                            |
| --- | --- |
| - Paula Arcos - Alexandrina Cabral - Mercedes Castellanos - Elisabet Cesáreo - Alicia Fernández - Lara González Ortega - Mireya González - Jennifer Gutiérrez Bermejo | - Ainhoa Hernández - Marta López - Soledad López - Carmen Martín - Silvia Navarro - Nerea Pena - Almudena Rodríguez |
| Szövetségi kapitány: Carlos Viver | |

#### Eredmények
Csoportkör
B csoport
| Hely. | Csapat                                       | M | Gy | D | V | G+  | G–  | Gk  | P | Továbbjutás |
| ----- | -------------------------------------------- | - | -- | - | - | --- | --- | --- | - | ----------- |
| 1.    | Svédország (SWE)                             | 5 | 3  | 1 | 1 | 152 | 133 | +19 | 7 | Negyeddöntő |
| 2.    | Az Orosz Olimpiai Bizottság versenyzői (ROC) | 5 | 3  | 1 | 1 | 148 | 149 | −1  | 7 | Negyeddöntő |
| 3.    | Franciaország (FRA)                          | 5 | 2  | 1 | 2 | 139 | 135 | +4  | 5 | Negyeddöntő |
| 4.    | Magyarország (HUN)                           | 5 | 2  | 0 | 3 | 142 | 149 | −7  | 4 | Negyeddöntő |
| 5.    | Spanyolország (ESP)                          | 5 | 2  | 0 | 3 | 135 | 142 | −7  | 4 |             |
| 6.    | Brazília (BRA)                               | 5 | 1  | 1 | 3 | 133 | 141 | −8  | 3 |             |

1. 1 2  Svédország 36–24 Orosz Olimpiai Bizottság versenyzői
2. 1 2  Magyarország 29–25 Spanyolország

| 2021. július 25. 19:30 (12:30) | Spanyolország (ESP) | 24–31       | Svédország (SWE) | Jojogi Nemzeti Sportcsarnok, Tokió Játékvezetők: Koo, Lee (KOR) |
| 2021. július 25. 19:30 (12:30) | Pena 7              | (9–13)      | Hansson 6        | Jojogi Nemzeti Sportcsarnok, Tokió Játékvezetők: Koo, Lee (KOR) |
| 2021. július 25. 19:30 (12:30) | 3× 1×               | Jegyzőkönyv | 2×               | Jojogi Nemzeti Sportcsarnok, Tokió Játékvezetők: Koo, Lee (KOR) |

| 2021. július 27. 21:30 (14:30) | Franciaország (FRA) | 25–28       | Spanyolország (ESP) | Jojogi Nemzeti Sportcsarnok, Tokió Játékvezetők: Brunner, Salah (SUI) |
| 2021. július 27. 21:30 (14:30) | Coatanea, Pineau 5  | (12–12)     | Martín 6            | Jojogi Nemzeti Sportcsarnok, Tokió Játékvezetők: Brunner, Salah (SUI) |
| 2021. július 27. 21:30 (14:30) | 3× 2×               | Jegyzőkönyv | 5× 2×               | Jojogi Nemzeti Sportcsarnok, Tokió Játékvezetők: Brunner, Salah (SUI) |

| 2021. július 29. 11:00 (4:00) | Spanyolország (ESP) | 27–23       | Brazília (BRA) | Jojogi Nemzeti Sportcsarnok, Tokió Játékvezetők: Hansen, Madsen (DEN) |
| 2021. július 29. 11:00 (4:00) | Pena 7              | (13–13)     | de Paula 8     | Jojogi Nemzeti Sportcsarnok, Tokió Játékvezetők: Hansen, Madsen (DEN) |
| 2021. július 29. 11:00 (4:00) | 1× 1×               | Jegyzőkönyv | 3× 1×          | Jojogi Nemzeti Sportcsarnok, Tokió Játékvezetők: Hansen, Madsen (DEN) |

| 2021. július 31. 19:30 (12:30) | Magyarország (HUN) | 29–25   | Spanyolország (ESP) | Jojogi Nemzeti Sportcsarnok, Tokió Játékvezetők: Fonseca, Santos (POR) |
| 2021. július 31. 19:30 (12:30) | Vámos, Klujber 6   | (14–11) | Martín, Gutiérrez 5 | Jojogi Nemzeti Sportcsarnok, Tokió Játékvezetők: Fonseca, Santos (POR) |
| 2021. július 31. 19:30 (12:30) | Jegyzőkönyv        |         |                     | Jojogi Nemzeti Sportcsarnok, Tokió Játékvezetők: Fonseca, Santos (POR) |

| 2021. augusztus 2. 14:15 (7:15) | Spanyolország (ESP) | 31–34       | Az Orosz Olimpiai Bizottság versenyzői (ROC) | Jojogi Nemzeti Sportcsarnok, Tokió Játékvezetők: Hansen, Madsen (DEN) |
| 2021. augusztus 2. 14:15 (7:15) | López 7             | (17–18)     | Vjahireva 7                                  | Jojogi Nemzeti Sportcsarnok, Tokió Játékvezetők: Hansen, Madsen (DEN) |
| 2021. augusztus 2. 14:15 (7:15) | 1× 1×               | Jegyzőkönyv | 2×                                           | Jojogi Nemzeti Sportcsarnok, Tokió Játékvezetők: Hansen, Madsen (DEN) |

| Csapat              | Helyezés |
| ------------------- | -------- |
| Spanyolország (ESP) | 9.       |

## Kosárlabda

### Férfi
| Spanyol férfi kosárlabdacsapat-játékoskeret                                                  | Spanyol férfi kosárlabdacsapat-játékoskeret                                                              |
| -------------------------------------------------------------------------------------------- | --- |
| - Alberto Abalde - Álex Abrines - Víctor Claver - Rudy Fernández - Usman Garuba - Marc Gasol | - Pau Gasol - Willy Hernangómez - Sergio Llull - Xabier López-Arostegui - Sergio Rodríguez - Ricky Rubio |

#### Eredmények
Csoportkör
C csoport
| Hely. | Csapat              | M | Gy | V | P+  | P–  | Pk  | P | Továbbjutás |
| ----- | ------------------- | - | -- | - | --- | --- | --- | - | ----------- |
| 1.    | Szlovénia (SLO)     | 3 | 3  | 0 | 329 | 268 | +61 | 6 | Negyeddöntő |
| 2.    | Spanyolország (ESP) | 3 | 2  | 1 | 256 | 243 | +13 | 5 | Negyeddöntő |
| 3.    | Argentína (ARG)     | 3 | 1  | 2 | 268 | 276 | −8  | 4 | Negyeddöntő |
| 4.    | Japán (JPN) (R)     | 3 | 0  | 3 | 235 | 301 | −66 | 3 |             |

| 2021. július 26. 21:00 (14:00) | Japán (JPN)                              | 77–88     | Spanyolország (ESP) | Saitama Super Arena, Szaitama Játékvezetők: Aleksandar Glišić (SRB), Mārtiņš Kozlovskis (LAT), Rabah Noujaim (LIB) |
| 2021. július 26. 21:00 (14:00) | (14–18, 14–30, 28–21, 21–19) Jegyzőkönyv |           |                     | Saitama Super Arena, Szaitama Játékvezetők: Aleksandar Glišić (SRB), Mārtiņš Kozlovskis (LAT), Rabah Noujaim (LIB) |
| 2021. július 26. 21:00 (14:00) | Hacsimura 20                             | Pont      | Rubio 20            | Saitama Super Arena, Szaitama Játékvezetők: Aleksandar Glišić (SRB), Mārtiņš Kozlovskis (LAT), Rabah Noujaim (LIB) |
| 2021. július 26. 21:00 (14:00) | Vatanabe 8                               | Lepattanó | Claver 9            | Saitama Super Arena, Szaitama Játékvezetők: Aleksandar Glišić (SRB), Mārtiņš Kozlovskis (LAT), Rabah Noujaim (LIB) |
| 2021. július 26. 21:00 (14:00) | Baba, Tanaka 5                           | Gólpassz  | Rubio 9             | Saitama Super Arena, Szaitama Játékvezetők: Aleksandar Glišić (SRB), Mārtiņš Kozlovskis (LAT), Rabah Noujaim (LIB) |

| 2021. július 29. 21:00 (14:00) | Spanyolország (ESP)                     | 81–71     | Argentína (ARG) | Saitama Super Arena, Szaitama Játékvezetők: Yohan Rosso (FRA), Maj Forsberg (DEN), Andreia Silva (BRA) |
| 2021. július 29. 21:00 (14:00) | (20–25, 20–9, 21–19, 20–18) Jegyzőkönyv |           |                 | Saitama Super Arena, Szaitama Játékvezetők: Yohan Rosso (FRA), Maj Forsberg (DEN), Andreia Silva (BRA) |
| 2021. július 29. 21:00 (14:00) | Rubio 26                                | Pont      | Laprovittola 27 | Saitama Super Arena, Szaitama Játékvezetők: Yohan Rosso (FRA), Maj Forsberg (DEN), Andreia Silva (BRA) |
| 2021. július 29. 21:00 (14:00) | P. Gasol 8                              | Lepattanó | Deck 8          | Saitama Super Arena, Szaitama Játékvezetők: Yohan Rosso (FRA), Maj Forsberg (DEN), Andreia Silva (BRA) |
| 2021. július 29. 21:00 (14:00) | M. Gasol 5                              | Gólpassz  | Laprovittola 4  | Saitama Super Arena, Szaitama Játékvezetők: Yohan Rosso (FRA), Maj Forsberg (DEN), Andreia Silva (BRA) |

| 2021. augusztus 1. 17:20 (10:20) | Spanyolország (ESP)                      | 87–95     | Szlovénia (SLO)  | Saitama Super Arena, Szaitama Játékvezetők: Ademir Zurapović (BIH), Yohan Rosso (FRA), Matthew Kallio (CAN) |
| 2021. augusztus 1. 17:20 (10:20) | (24–20, 20–21, 26–27, 17–27) Jegyzőkönyv |           |                  | Saitama Super Arena, Szaitama Játékvezetők: Ademir Zurapović (BIH), Yohan Rosso (FRA), Matthew Kallio (CAN) |
| 2021. augusztus 1. 17:20 (10:20) | Rubio 18                                 | Pont      | Čančar 22        | Saitama Super Arena, Szaitama Játékvezetők: Ademir Zurapović (BIH), Yohan Rosso (FRA), Matthew Kallio (CAN) |
| 2021. augusztus 1. 17:20 (10:20) | Claver, M. Gasol 6                       | Lepattanó | Dončić, Tobey 14 | Saitama Super Arena, Szaitama Játékvezetők: Ademir Zurapović (BIH), Yohan Rosso (FRA), Matthew Kallio (CAN) |
| 2021. augusztus 1. 17:20 (10:20) | Rubio 6                                  | Gólpassz  | Dončić 9         | Saitama Super Arena, Szaitama Játékvezetők: Ademir Zurapović (BIH), Yohan Rosso (FRA), Matthew Kallio (CAN) |

Negyeddöntő
| 2021. augusztus 3. 13:40 (6:40) | Spanyolország (ESP)                      | 81–95     | Egyesült Államok (USA) | Saitama Super Arena, Szaitama Játékvezetők: Guilherme Locatelli (BRA), Yohan Rosso (FRA), Michael Weiland (CAN) |
| 2021. augusztus 3. 13:40 (6:40) | (21–19, 22–24, 20–26, 18–26) Jegyzőkönyv |           |                        | Saitama Super Arena, Szaitama Játékvezetők: Guilherme Locatelli (BRA), Yohan Rosso (FRA), Michael Weiland (CAN) |
| 2021. augusztus 3. 13:40 (6:40) | Rubio 38                                 | Pont      | Durant 29              | Saitama Super Arena, Szaitama Játékvezetők: Guilherme Locatelli (BRA), Yohan Rosso (FRA), Michael Weiland (CAN) |
| 2021. augusztus 3. 13:40 (6:40) | Hernangómez 10                           | Lepattanó | Booker 9               | Saitama Super Arena, Szaitama Játékvezetők: Guilherme Locatelli (BRA), Yohan Rosso (FRA), Michael Weiland (CAN) |
| 2021. augusztus 3. 13:40 (6:40) | Hernangómez 3                            | Gólpassz  | Booker, Holiday 5      | Saitama Super Arena, Szaitama Játékvezetők: Guilherme Locatelli (BRA), Yohan Rosso (FRA), Michael Weiland (CAN) |

| Csapat              | Helyezés |
| ------------------- | -------- |
| Spanyolország (ESP) | 6.       |

### Női
| Spanyol női kosárlabdacsapat-játékoskeret                                                     | Spanyol női kosárlabdacsapat-játékoskeret                                      |
| --------------------------------------------------------------------------------------------- | ------------------------------------------------------------------------------ |
| - Raquel Carrera - Queralt Casas - Maite Cazorla - María Conde - Silvia Domínguez - Laura Gil | - Astou Ndour - Cristina Ouviña - Laia Palau - Leonor Rodríguez - Alba Torrens |

#### Eredmények
Csoportkör
A csoport
| Hely. | Csapat              | M | Gy | V | P+  | P–  | Pk  | P | Továbbjutás |
| ----- | ------------------- | - | -- | - | --- | --- | --- | - | ----------- |
| 1.    | Spanyolország (ESP) | 3 | 3  | 0 | 234 | 205 | +29 | 6 | Negyeddöntő |
| 2.    | Szerbia (SRB)       | 3 | 2  | 1 | 207 | 214 | −7  | 5 | Negyeddöntő |
| 3.    | Kanada (CAN)        | 3 | 1  | 2 | 208 | 201 | +7  | 4 |             |
| 4.    | Dél-Korea (KOR)     | 3 | 0  | 3 | 183 | 212 | −29 | 3 |             |

| 2021. július 26. 10:00 (3:00) | Dél-Korea (KOR)                          | 69–73     | Spanyolország (ESP) | Saitama Super Arena, Szaitama Játékvezetők: Ferdinand Pascual (PHI), Andreia Silva (BRA), Kingsley Ojeaburu (NGR) |
| 2021. július 26. 10:00 (3:00) | (15–16, 20–17, 18–21, 16–19) Jegyzőkönyv |           |                     | Saitama Super Arena, Szaitama Játékvezetők: Ferdinand Pascual (PHI), Andreia Silva (BRA), Kingsley Ojeaburu (NGR) |
| 2021. július 26. 10:00 (3:00) | Kang 26                                  | Pont      | Ndour 28            | Saitama Super Arena, Szaitama Játékvezetők: Ferdinand Pascual (PHI), Andreia Silva (BRA), Kingsley Ojeaburu (NGR) |
| 2021. július 26. 10:00 (3:00) | Pak Csiszu (Park Ji-su) 10               | Lepattanó | Gil 14              | Saitama Super Arena, Szaitama Játékvezetők: Ferdinand Pascual (PHI), Andreia Silva (BRA), Kingsley Ojeaburu (NGR) |
| 2021. július 26. 10:00 (3:00) | Pak Hjedzsin (Park Hye-jin) 5            | Gólpassz  | Ouviña 8            | Saitama Super Arena, Szaitama Játékvezetők: Ferdinand Pascual (PHI), Andreia Silva (BRA), Kingsley Ojeaburu (NGR) |

| 2021. július 29. 17:20 (10:20) | Spanyolország (ESP)                      | 85–70     | Szerbia (SRB)   | Saitama Super Arena, Szaitama Játékvezetők: Yohan Rosso (FRA), Maj Forsberg (DEN), Andreia Silva (BRA) |
| 2021. július 29. 17:20 (10:20) | (19–20, 22–24, 18–14, 26–12) Jegyzőkönyv |           |                 | Saitama Super Arena, Szaitama Játékvezetők: Yohan Rosso (FRA), Maj Forsberg (DEN), Andreia Silva (BRA) |
| 2021. július 29. 17:20 (10:20) | Ndour 20                                 | Pont      | Brooks 16       | Saitama Super Arena, Szaitama Játékvezetők: Yohan Rosso (FRA), Maj Forsberg (DEN), Andreia Silva (BRA) |
| 2021. július 29. 17:20 (10:20) | Ndour 9                                  | Lepattanó | Anderson 8      | Saitama Super Arena, Szaitama Játékvezetők: Yohan Rosso (FRA), Maj Forsberg (DEN), Andreia Silva (BRA) |
| 2021. július 29. 17:20 (10:20) | Ouviña 8                                 | Gólpassz  | három játékos 4 | Saitama Super Arena, Szaitama Játékvezetők: Yohan Rosso (FRA), Maj Forsberg (DEN), Andreia Silva (BRA) |

| 2021. augusztus 1. 10:00 (3:00) | Kanada (CAN)                             | 66–76     | Spanyolország (ESP) | Saitama Super Arena, Szaitama Játékvezetők: Yu Jung (TPE), Leandro Lezcano (ARG), Yevgeniy Mikheyev (KAZ) |
| 2021. augusztus 1. 10:00 (3:00) | (13–23, 21–17, 13–20, 19–16) Jegyzőkönyv |           |                     | Saitama Super Arena, Szaitama Játékvezetők: Yu Jung (TPE), Leandro Lezcano (ARG), Yevgeniy Mikheyev (KAZ) |
| 2021. augusztus 1. 10:00 (3:00) | Nurse 14                                 | Pont      | Ndour 20            | Saitama Super Arena, Szaitama Játékvezetők: Yu Jung (TPE), Leandro Lezcano (ARG), Yevgeniy Mikheyev (KAZ) |
| 2021. augusztus 1. 10:00 (3:00) | four players 6                           | Lepattanó | Ndour 11            | Saitama Super Arena, Szaitama Játékvezetők: Yu Jung (TPE), Leandro Lezcano (ARG), Yevgeniy Mikheyev (KAZ) |
| 2021. augusztus 1. 10:00 (3:00) | Carleton 4                               | Gólpassz  | Ouviña 7            | Saitama Super Arena, Szaitama Játékvezetők: Yu Jung (TPE), Leandro Lezcano (ARG), Yevgeniy Mikheyev (KAZ) |

Negyeddöntő
| 2021. augusztus 4. 21:00 (14:00) | Spanyolország (ESP)                      | 64–67     | Franciaország (FRA) | Saitama Super Arena, Szaitama Játékvezetők: Manuel Mazzoni (ITA), Andreia Silva (BRA), Scott Beker (AUS) |
| 2021. augusztus 4. 21:00 (14:00) | (16–21, 14–15, 18–19, 16–12) Jegyzőkönyv |           |                     | Saitama Super Arena, Szaitama Játékvezetők: Manuel Mazzoni (ITA), Andreia Silva (BRA), Scott Beker (AUS) |
| 2021. augusztus 4. 21:00 (14:00) | Ndour 16                                 | Pont      | Johannès 18         | Saitama Super Arena, Szaitama Játékvezetők: Manuel Mazzoni (ITA), Andreia Silva (BRA), Scott Beker (AUS) |
| 2021. augusztus 4. 21:00 (14:00) | Ndour 11                                 | Lepattanó | három játékos 5     | Saitama Super Arena, Szaitama Játékvezetők: Manuel Mazzoni (ITA), Andreia Silva (BRA), Scott Beker (AUS) |
| 2021. augusztus 4. 21:00 (14:00) | Gil 4                                    | Gólpassz  | Duchet 5            | Saitama Super Arena, Szaitama Játékvezetők: Manuel Mazzoni (ITA), Andreia Silva (BRA), Scott Beker (AUS) |

| Csapat              | Helyezés |
| ------------------- | -------- |
| Spanyolország (ESP) | 6.       |

## Labdarúgás

### Férfi
| Spanyol férfi labdarúgócsapat-játékoskeret | Spanyol férfi labdarúgócsapat-játékoskeret |
| --- | --- |
| - Marco Asensio* - Dani Ceballos* - Marc Cucurella - Eric García - Bryan Gil - Óscar Gil - Mikel Merino* - Óscar Mingueza - Rafa Mir - Juan Miranda - Jon Moncayola | - Dani Olmo - Mikel Oyarzabal - Pedri - Javi Puado - Unai Simón - Carlos Soler - Pau Torres - Jesús Vallejo (c) - Martín Zubimendi - Álvaro Fernández NP - Iván Villar NP |

* - túlkoros játékos

NP - nem lépett pályára

#### Eredmények
Csoportkör
C csoport
| Hely. | Csapat              | M | Gy | D | V | G+ | G– | Gk | P | Továbbjutás |
| ----- | ------------------- | - | -- | - | - | -- | -- | -- | - | ----------- |
| 1.    | Spanyolország (ESP) | 3 | 1  | 2 | 0 | 2  | 1  | +1 | 5 | Negyeddöntő |
| 2.    | Egyiptom (EGY)      | 3 | 1  | 1 | 1 | 2  | 1  | +1 | 4 | Negyeddöntő |
| 3.    | Argentína (ARG)     | 3 | 1  | 1 | 1 | 2  | 3  | −1 | 4 |             |
| 4.    | Ausztrália (AUS)    | 3 | 1  | 0 | 2 | 2  | 3  | −1 | 3 |             |

| 2021. július 22. 16:30 (9:30) |

| Egyiptom (EGY) | 0–0         | Spanyolország (ESP) |
| -------------- | ----------- | ------------------- |
|                | Jegyzőkönyv |                     |

| Szapporo Dómu, Szapporo Játékvezető: Adham Makhadmeh (jordán) |

| 2021. július 25. 19:30 (12:30) |

| Ausztrália (AUS) | 0–1               | Spanyolország (ESP) |
| ---------------- | ----------------- | ------------------- |
|                  | (0–0) Jegyzőkönyv | Oyarzabal 81'       |

| Szapporo Dómu, Szapporo Játékvezető: Bamlak Tessema Weyesa (etióp) |

| 2021. július 28. 20:00 (13:00) |

| Spanyolország (ESP) | 1–1               | Argentína (ARG) |
| ------------------- | ----------------- | --------------- |
| Merino 66'          | (0–0) Jegyzőkönyv | Belmonte 87'    |

| Saitama Stadium 2002, Szaitama Játékvezető: Ismail Elfath (amerikai) |

Negyeddöntő
| 2021. július 31. 17:00 (10:00) |

| Spanyolország (ESP)                                     | 5–2 (h. u.)                 | Elefántcsontpart (CIV)  |
| ------------------------------------------------------- | --------------------------- | ----------------------- |
| Olmo 30' Mir 90+3' 117' 120+1' Oyarzabal 98' (11-esből) | (1–1, 2–2, 3–2) Jegyzőkönyv | Bailly 10' Gradel 90+1' |

| Mijagi Stadion, Rifu Nézőszám: 5526 Játékvezető: Jesús Valenzuela (venezuelai) |

Elődöntő
| 2021. augusztus 3. 20:00 (13:00) |

| Japán (JPN) | 0–1 (h. u.)                 | Spanyolország (ESP) |
| ----------- | --------------------------- | ------------------- |
|             | (0–0, 0–0, 0–0) Jegyzőkönyv | Asensio 115'        |

| Saitama Stadium 2002, Szaitama Játékvezető: Kevin Ortega (perui) |

Döntő
| 2021. augusztus 7. 20:30 (13:30) |

| Brazília (BRA)          | 2–1 (h. u.)                 | Spanyolország (ESP) |
| ----------------------- | --------------------------- | ------------------- |
| Cunha 45+2' Malcom 108' | (1–0, 1–1, 1–1) Jegyzőkönyv | Oyarzabal 61'       |

| Nissan Stadion, Jokohama Játékvezető: Chris Beath (ausztrál) |

| Csapat              | Helyezés |
| ------------------- | -------- |
| Spanyolország (ESP) |          |

## Lovaglás
Díjlovaglás
| Versenyző                                                   | Ló                            | Versenyszám | Selejtező | Selejtező | Selejtező | Döntő   | Döntő   | Végeredmény | Végeredmény |
| Versenyző                                                   | Ló                            | Versenyszám | Csop.     | Pont      | Hely.     | Pont    | Hely.   | Pont        | Helyezés    |
| ----------------------------------------------------------- | ----------------------------- | ----------- | --------- | --------- | --------- | ------- | ------- | ----------- | ----------- |
| Beatriz Ferrer-Salat                                        | Elegance                      | Egyéni      | B         | 72,096    | 3.        | 77,532  | 17.     | 77,532      | 17.         |
| José Antonio García Mena                                    | Divina Royal                  | Egyéni      | C         | 69,146    | 6.        | kiesett | kiesett | 69,146      | 32.         |
| Severo Jurado                                               | Fendi T                       | Egyéni      | D         | 68,370    | 7.        | kiesett | kiesett | 68,370      | 38.         |
| Beatriz Ferrer-Salat José Antonio García Mena Severo Jurado | Elegance Divina Royal Fendi T | Csapat      |           | 6749,5    | 8.        | 7198,5  | 7.      | 7198,5      | 7.          |

Díjugratás
| Versenyző             | Ló     | Versenyszám | Selejtező | Selejtező | Selejtező | Döntő       | Döntő       | Döntő       | Döntő     | Döntő     | Döntő     | Végeredmény |
| Versenyző             | Ló     | Versenyszám | Selejtező | Selejtező | Selejtező | Alapverseny | Alapverseny | Alapverseny | Szétugrás | Szétugrás | Szétugrás | Végeredmény |
| Versenyző             | Ló     | Versenyszám | Bünt.     | Idő       | Hely.     | Bünt.       | Idő         | Hely.       | Bünt.     | Idő       | Hely.     | Helyezés    |
| --------------------- | ------ | ----------- | --------- | --------- | --------- | ----------- | ----------- | ----------- | --------- | --------- | --------- | ----------- |
| Eduardo Álvarez Aznar | Legend | Egyéni      | 4         | 83,49     | =31.      | kiesett     | kiesett     | kiesett     | kiesett   | kiesett   | kiesett   | 31.         |

Lovastusa
| Versenyző        | Ló                | Versenyszám | Díjlovaglás | Díjlovaglás | Tereplovaglás | Tereplovaglás | Tereplovaglás | Díjugratás | Díjugratás  | Díjugratás | Díjugratás | Végeredmény | Végeredmény |
| Versenyző        | Ló                | Versenyszám | Díjlovaglás | Díjlovaglás | Tereplovaglás | Tereplovaglás | Tereplovaglás | Selejtező  | Selejtező   | Selejtező  | Döntő      | Végeredmény | Végeredmény |
| Versenyző        | Ló                | Versenyszám | Bünt.       | Hely.       | Bünt.         | Bünt. össz.   | Hely.         | Bünt.      | Bünt. össz. | Hely.      | Bünt.      | Bünt.       | Helyezés    |
| ---------------- | ----------------- | ----------- | ----------- | ----------- | ------------- | ------------- | ------------- | ---------- | ----------- | ---------- | ---------- | ----------- | ----------- |
| Francisco Gaviño | Source de la Faye | Egyéni      | 47,7        | 62.         | 75,6          | 123,3         | 48.           | 12,0       | 135,3       | 44.        | kiesett    | 135,3       | 44.         |

## Műugrás
Férfi
| Versenyző       | Versenyszám    | Selejtező | Selejtező | Elődöntő | Elődöntő | Döntő   | Döntő    |
| Versenyző       | Versenyszám    | Pont      | Helyezés  | Pont     | Helyezés | Pont    | Helyezés |
| --------------- | -------------- | --------- | --------- | -------- | -------- | ------- | -------- |
| Alberto Arévalo | Egyéni műugrás | 322,85    | 26.       | kiesett  | kiesett  | kiesett | kiesett  |
| Nicolás García  | Egyéni műugrás | 382,60    | 19.       | kiesett  | kiesett  | kiesett | kiesett  |

## Ökölvívás
Férfi
| Versenyző           | Versenyszám  | Selejtező                 | Nyolcaddöntő              | Negyeddöntő                     | Elődöntő          | Döntő             | Helyezés |
| Versenyző           | Versenyszám  | Ellenfél Eredmény         | Ellenfél Eredmény         | Ellenfél Eredmény               | Ellenfél Eredmény | Ellenfél Eredmény | Helyezés |
| ------------------- | ------------ | ------------------------- | ------------------------- | ------------------------------- | ----------------- | ----------------- | -------- |
| Gabriel Escobar     | Légsúly      | Ramón Quiroga (ARG) · 5–0 | Daniel Asenov (BUL) · 4–1 | Saken Bibossinov (KAZ) · 2–3    | kiesett           | kiesett           | 5.       |
| José Quiles         | Pehelysúly   | Kurt Walker (IRL) · 0–5   | kiesett                   | kiesett                         | kiesett           | kiesett           | 17.      |
| Gazimagomed Jalidov | Félnehézsúly | erőnyerő                  | Paulo Aokuso (AUS) · 3–2  | Imam Hatajev (ROC) · KO         | kiesett           | kiesett           | 5.       |
| Enmanuel Reyes      | Nehézsúly    | erőnyerő                  | Vaszilij Levit (KAZ) · KO | Julio César La Cruz (CUB) · 1–4 | kiesett           | kiesett           | 5.       |

## Öttusa
| Versenyző     | Versenyszám | Vívás (V) | Vívás (V) | Úszás   | Úszás | Úszás | Bónusz vívás (B) | Bónusz vívás (B) | Bónusz vívás (B) | Lovaglás | Lovaglás | Lovaglás | Lovaglás | Futás/Lövészet | Futás/Lövészet | Futás/Lövészet | Futás/Lövészet | Összesen    | Összesen |
| Versenyző     | Versenyszám | Eredmény  | Pont      | Idő     | Pont  | Hely. | Eredmény         | Pont             | V+B Hely.        | Idő      | Hibapont | Pont     | Hely.    | Lövőhiba       | Idő            | Pont           | Hely.          | Összes pont | Helyezés |
| ------------- | ----------- | --------- | --------- | ------- | ----- | ----- | ---------------- | ---------------- | ---------------- | -------- | -------- | -------- | -------- | -------------- | -------------- | -------------- | -------------- | ----------- | -------- |
| Aleix Heredia | Férfi       | 16–19     | 196       | 2:07,78 | 303   | 20.   | 4–1              | 4                | 21.              | 70,14    | 14       | 286      | 15.      | 13             | 11:34,52       | 606            | 23.            | 1387        | 23.      |

## Röplabda

### Strandröplabda

#### Férfi
| Versenyző                   | Csoportkör | Csoportkör | 16 közé jutásért                                                         | Nyolcaddöntő                                                                                                  | Negyeddöntő       | Elődöntő          | Döntő             | Helyezés |
| Versenyző                   | Ellenfél Eredmény | Hely.      | Ellenfél Eredmény                                                        | Ellenfél Eredmény                                                                                             | Ellenfél Eredmény | Ellenfél Eredmény | Ellenfél Eredmény | Helyezés |
| --------------------------- | --- | ---------- | ------------------------------------------------------------------------ | --- | ----------------- | ----------------- | ----------------- | -------- |
| Adrián Gavira Pablo Herrera | A csoport · Az Orosz Olimpiai Bizottság versenyzői (ROC) · Ilja Lesukov · Konsztantyin Szemjonov · 19–21, 20–22 · Norvégia (NOR) · Anders Mol · Christian Sørum · 17–21, 22–24 · Ausztrália (AUS) · Chris McHugh · Damien Schumann · 21–16, 21–16 | 3.         | Lengyelország (POL) · Piotr Kantor · Bartosz Łosiak · 31–29, 19–21, 15–7 | Az Orosz Olimpiai Bizottság versenyzői (ROC) · Vjacseszlav Kraszilnyikov · Oleg Sztojanovszkij · 20–22, 17–21 | kiesett           | kiesett           | kiesett           | 9.       |

#### Női
| Versenyző                        | Csoportkör | Csoportkör | 16 közé jutásért                                         | Nyolcaddöntő                                                       | Negyeddöntő       | Elődöntő          | Döntő             | Helyezés |
| Versenyző                        | Ellenfél Eredmény | Hely.      | Ellenfél Eredmény                                        | Ellenfél Eredmény                                                  | Ellenfél Eredmény | Ellenfél Eredmény | Ellenfél Eredmény | Helyezés |
| -------------------------------- | --- | ---------- | -------------------------------------------------------- | ------------------------------------------------------------------ | ----------------- | ----------------- | ----------------- | -------- |
| Elsa Baquerizo Liliana Fernández | B csoport · Hollandia (NED) · Sanne Keizer · Madelein Meppelink · 19–21, 21–18, 16–14 · Egyesült Államok (USA) · Alix Klineman · April Ross · 13–21, 16–21 · Kína (CHN) · Hszüe Csen (Xue Chen) · Wang Xinxin · 13–21, 10–21 | 3.         | Japán (JPN) · Isii Miki · Murakami Megumi · 21–15, 21–10 | Kanada (CAN) · Melissa Humana-Paredes · Sarah Pavan · 13–21, 13–21 | kiesett           | kiesett           | kiesett           | 9.       |

## Sportlövészet
Férfi
| Versenyző         | Versenyszám | Selejtező | Selejtező | Döntő   | Döntő    |
| Versenyző         | Versenyszám | Pont      | Helyezés  | Pont    | Helyezés |
| ----------------- | ----------- | --------- | --------- | ------- | -------- |
| Alberto Fernández | Trap        | 122       | 9.        | kiesett | kiesett  |

Női
| Versenyző     | Versenyszám | Selejtező | Selejtező | Döntő   | Döntő    |
| Versenyző     | Versenyszám | Pont      | Helyezés  | Pont    | Helyezés |
| ------------- | ----------- | --------- | --------- | ------- | -------- |
| Fátima Gálvez | Trap        | 116       | 14.       | kiesett | kiesett  |

Vegyes
| Versenyző                       | Versenyszám | Selejtező | Selejtező | Döntő                                                            | Döntő    |
| Versenyző                       | Versenyszám | Pont      | Helyezés  | Pont                                                             | Helyezés |
| ------------------------------- | ----------- | --------- | --------- | ---------------------------------------------------------------- | -------- |
| Alberto Fernández Fátima Gálvez | Trap        | 148       | 1.        | San Marino (SMR) · Gian Marco Berti · Alessandra Perilli · 41–40 |          |

## Sportmászás
| Versenyző     | Versenyszám | Selejtező              | Selejtező               | Selejtező                    | Selejtező         | Selejtező         | Selejtező      | Selejtező      | Selejtező      | Selejtező      | Selejtező      | Selejtező      | Selejtező        | Selejtező        | Selejtező        | Selejtező        | Selejtező        | Összesítés | Összesítés |
| Versenyző     | Versenyszám | Gyorsasági mászás      | Gyorsasági mászás       | Gyorsasági mászás            | Gyorsasági mászás | Gyorsasági mászás | Boulder mászás | Boulder mászás | Boulder mászás | Boulder mászás | Boulder mászás | Boulder mászás | Boulder mászás   | Nehézségi mászás | Nehézségi mászás | Nehézségi mászás | Nehézségi mászás | Összesítés | Összesítés |
| Versenyző     | Versenyszám | A                      | B                       | Jobb idő                     | Pont              | Hely.             | 1              | 2              | 3              | 4              | Összesítés     | Pont           | Hely.            | Elért zóna       | idő              | Pont             | Hely.            | Pont       | Hely.      |
| ------------- | ----------- | ---------------------- | ----------------------- | ---------------------------- | ----------------- | ----------------- | -------------- | -------------- | -------------- | -------------- | -------------- | -------------- | ---------------- | ---------------- | ---------------- | ---------------- | ---------------- | ---------- | ---------- |
| Alberto Ginés | Férfi       | 6,32                   | 6,48                    | 6,32                         | 7                 | 7.                | -              | -              | T12z4          | -              | 1T1z 12 4      | 14             | 14.              | 41+              | -                | 3                | 3.               | 294        | 6.         |
| Versenyző     | Versenyszám | Döntő                  | Döntő                   | Döntő                        | Döntő             | Döntő             | Döntő          | Döntő          | Döntő          | Döntő          | Döntő          | Döntő          | Döntő            | Döntő            | Döntő            | Döntő            | Döntő            | Döntő      | Helyezés   |
| Versenyző     | Versenyszám | Gyorsasági mászás      | Gyorsasági mászás       | Gyorsasági mászás            | Gyorsasági mászás | Gyorsasági mászás | Boulder mászás | Boulder mászás | Boulder mászás | Boulder mászás | Boulder mászás | Boulder mászás | Nehézségi mászás | Nehézségi mászás | Nehézségi mászás | Nehézségi mászás | Összesítés       | Összesítés | Helyezés   |
| Versenyző     | Versenyszám | Negyeddöntő            | Elődöntő                | Döntő                        | Pont              | Hely.             | 1              | 2              | 3              | Összesítés     | Pont           | Hely.          | Elért zóna       | idő              | Pont             | Hely.            | Pont             | Hely.      | Helyezés   |
| Versenyző     | Versenyszám | Ellenfél Győztes idő   | Ellenfél Győztes idő    | Ellenfél Győztes idő         | Pont              | Hely.             | 1              | 2              | 3              | Összesítés     | Pont           | Hely.          | Elért zóna       | idő              | Pont             | Hely.            | Pont             | Hely.      | Helyezés   |
| Alberto Ginés | Férfi       | Colin Duffy (USA) · FS | Adam Ondra (CZE) · 6,56 | Naraszaki Tomoa (JPN) · 6,42 | 1                 | 1.                | z1             | z7             | z1             | 0T3z 0 9       | 7              | 7.             | 38+              | -                | 4                | 4.               | 28               | 1.         |            |

FS – korai rajt

## Súlyemelés
Férfi
| Versenyző     | Versenyszám | Szakítás | Szakítás | Lökés    | Lökés    | Összesen | Helyezés |
| Versenyző     | Versenyszám | Eredmény | Helyezés | Eredmény | Helyezés | Összesen | Helyezés |
| ------------- | ----------- | -------- | -------- | -------- | -------- | -------- | -------- |
| David Sánchez | 73 kg       | 146      | 9.       | 177      | 9.       | 323      | 10.      |
| Andrés Mata   | 81 kg       | 158      | 10.      | 189      | 8.       | 347      | 8.       |
| Marcos Ruiz   | +109 kg     | 180      | 5.       | 215      | 9.       | 395      | 8.       |

Női
| Versenyző      | Versenyszám | Szakítás | Szakítás | Lökés    | Lökés    | Összesen | Helyezés |
| Versenyző      | Versenyszám | Eredmény | Helyezés | Eredmény | Helyezés | Összesen | Helyezés |
| -------------- | ----------- | -------- | -------- | -------- | -------- | -------- | -------- |
| Lidia Valentín | 87 kg       | 103      | 10.      | 122      | 11.      | 225      | 10.      |

## Szinkronúszás
| Versenyző | Versenyszám | Selejtező        | Selejtező        | Selejtező           | Selejtező           | Selejtező  | Selejtező  | Döntő            | Döntő            | Döntő      | Döntő      | Helyezés |
| Versenyző | Versenyszám | Szabad gyakorlat | Szabad gyakorlat | Technikai gyakorlat | Technikai gyakorlat | Összesítés | Összesítés | Szabad gyakorlat | Szabad gyakorlat | Összesítés | Összesítés | Helyezés |
| Versenyző | Versenyszám | Pont             | Hely.            | Pont                | Hely.               | Pont       | Hely.      | Pont             | Hely.            | Pont+ST    | Hely.      | Helyezés |
| --- | ----------- | ---------------- | ---------------- | ------------------- | ------------------- | ---------- | ---------- | ---------------- | ---------------- | ---------- | ---------- | -------- |
| Alisa Ozhogina Iris Tió                                                                                       | Páros       | 88,3000          | 9.               | 86,9281             | 11.                 | 175,2281   | 11.        | 88,6667          | 10.              | 175,5948   | 10.        | 10.      |
| Ona Carbonell Berta Ferreras Meritxell Mas Alisa Ozhogina Paula Ramírez Sara Saldaña Iris Tió Blanca Toledano | Csapat      |                  |                  | 90,3780             | 7.                  |            |            | 91,5333          | 7.               | 181,9113   | 7.         | 7.       |

## Taekwondo
Férfi
| Versenyző      | Versenyszám | Selejtező         | Nyolcaddöntő                   | Negyeddöntő                          | Elődöntő          | Vigaszág első kör | Vigaszág elődöntő | Bronz- mérkőzés   | Döntő             | Helyezés |
| Versenyző      | Versenyszám | Ellenfél Eredmény | Ellenfél Eredmény              | Ellenfél Eredmény                    | Ellenfél Eredmény | Ellenfél Eredmény | Ellenfél Eredmény | Ellenfél Eredmény | Ellenfél Eredmény | Helyezés |
| -------------- | ----------- | ----------------- | ------------------------------ | ------------------------------------ | ----------------- | ----------------- | ----------------- | ----------------- | ----------------- | -------- |
| Adrián Vicente | Légsúly     |                   | Rui Bragança (POR) · 24–9      | Csang Dzsun (Jang Jun) (KOR) · 19–24 | kiesett           |                   |                   |                   |                   | 9.       |
| Javier Pérez   | Pehelysúly  | erőnyerő          | Abdelrahman Wael (EGY) · 20–22 | kiesett                              | kiesett           |                   |                   |                   |                   | 12.      |
| Raúl Martínez  | Váltósúly   |                   | Toni Kanaet (CRO) · 15–21      | kiesett                              | kiesett           |                   |                   |                   |                   | 11.      |

Női
| Versenyző      | Versenyszám | Selejtező         | Nyolcaddöntő                   | Negyeddöntő                          | Elődöntő                      | Vigaszág első kör | Vigaszág elődöntő | Bronz- mérkőzés   | Döntő                                | Helyezés |
| Versenyző      | Versenyszám | Ellenfél Eredmény | Ellenfél Eredmény              | Ellenfél Eredmény                    | Ellenfél Eredmény             | Ellenfél Eredmény | Ellenfél Eredmény | Ellenfél Eredmény | Ellenfél Eredmény                    | Helyezés |
| -------------- | ----------- | ----------------- | ------------------------------ | ------------------------------------ | ----------------------------- | ----------------- | ----------------- | ----------------- | ------------------------------------ | -------- |
| Adriana Cerezo | Légsúly     | erőnyerő          | Tijana Bogdanović (SRB) · 12–4 | Vu Csing-jü (Wu Jingyu) (CHN) · 33–2 | Rukiye Yıldırım (TUR) · 39–19 |                   |                   |                   | Panipak Wongpattanakit (THA) · 10–11 |          |

## Tenisz
Férfi
| Versenyző                                       | Versenyszám | 64-es főtábla                         | 32-es főtábla                                                   | Nyolcaddöntő                          | Negyeddöntő                             | Elődöntő                        | Bronz- mérkőzés                          | Döntő             | Helyezés |
| Versenyző                                       | Versenyszám | Ellenfél Eredmény                     | Ellenfél Eredmény                                               | Ellenfél Eredmény                     | Ellenfél Eredmény                       | Ellenfél Eredmény               | Ellenfél Eredmény                        | Ellenfél Eredmény | Helyezés |
| ----------------------------------------------- | ----------- | ------------------------------------- | --------------------------------------------------------------- | ------------------------------------- | --------------------------------------- | ------------------------------- | ---------------------------------------- | ----------------- | -------- |
| Pablo Andújar                                   | Egyes       | Ugo Humbert (FRA) · 6-7(3–7), 1-6     | kiesett                                                         | kiesett                               | kiesett                                 | kiesett                         | kiesett                                  | kiesett           | 33.      |
| Roberto Carballés Baena                         | Egyes       | Nikoloz Basilashvili (GEO) · 3-6, 2-6 | kiesett                                                         | kiesett                               | kiesett                                 | kiesett                         | kiesett                                  | kiesett           | 33.      |
| Pablo Carreño Busta                             | Egyes       | Tennys Sandgren (USA) · 7-5, 6-2      | Marin Čilić (CRO) · 5-7, 6-4, 6-4                               | Dominik Koepfer (GER) · 7-6(9–7), 6-3 | Danyiil Medvegyev (ROC) · 6-2, 7-6(7–5) | Karen Hacsanov (ROC) · 3-6, 3-6 | Novak Đoković (SRB) · 6-4, 6-7(6–8), 6-3 |                   |          |
| Alejandro Davidovich Fokina                     | Egyes       | Pedro Sousa (POR) · 6-3, 6-0          | John Millman (AUS) · 6-4, 6-7(4–7), 6-3                         | Novak Đoković (SRB) · 3-6, 1-6        | kiesett                                 | kiesett                         | kiesett                                  | kiesett           | 9.       |
| Pablo Andújar Roberto Carballés Baena           | Páros       |                                       | Olaszország (ITA) · Lorenzo Musetti · Lorenzo Sonego · 5-7, 4-6 | kiesett                               | kiesett                                 | kiesett                         | kiesett                                  | kiesett           | 17.      |
| Pablo Carreño Busta Alejandro Davidovich Fokina | Páros       |                                       | Kolumbia (COL) · Juan Sebastián Cabal · Robert Farah · 2-6, 4-6 | kiesett                               | kiesett                                 | kiesett                         | kiesett                                  | kiesett           | 17.      |

Női
| Versenyző                             | Versenyszám | 64-es főtábla                                  | 32-es főtábla                                                            | Nyolcaddöntő                                                                    | Negyeddöntő                              | Elődöntő          | Bronz- mérkőzés   | Döntő             | Helyezés |
| Versenyző                             | Versenyszám | Ellenfél Eredmény                              | Ellenfél Eredmény                                                        | Ellenfél Eredmény                                                               | Ellenfél Eredmény                        | Ellenfél Eredmény | Ellenfél Eredmény | Ellenfél Eredmény | Helyezés |
| ------------------------------------- | ----------- | ---------------------------------------------- | ------------------------------------------------------------------------ | ------------------------------------------------------------------------------- | ---------------------------------------- | ----------------- | ----------------- | ----------------- | -------- |
| Paula Badosa                          | Egyes       | Kristina Mladenovic (FRA) · 6-7(4–7), 6-3, 6-0 | Iga Świątek (POL) · 6-3, 7-6(7–4)                                        | Nadia Podoroska (ARG) · 6-2, 6-3                                                | Markéta Vondroušová (CZE) · 3-6, feladta | kiesett           | kiesett           | kiesett           | 5.       |
| Garbiñe Muguruza                      | Egyes       | Veronyika Kugyermetova (ROC) · 7-5, 7-5        | Vang Csiang (CHN) · 6-3, 6-0                                             | Alison Van Uytvanck (BEL) · 6-4, 6-1                                            | Jelena Ribakina (KAZ) · 5-7, 1-6         | kiesett           | kiesett           | kiesett           | 5.       |
| Sara Sorribes Tormo                   | Egyes       | Ashleigh Barty (AUS) · 6-4, 6-3                | Fiona Ferro (FRA) · 6-1, 6-4                                             | Anasztaszija Pavljucsenkova (ROC) · 1-6, 3-6                                    | kiesett                                  | kiesett           | kiesett           | kiesett           | 9.       |
| Carla Suárez Navarro                  | Egyes       | Unsz Dzsábir (TUN) · 6-4, 6-1                  | Karolína Plíšková (CZE) · 3-6, 7-6(7–0), 1-6                             | kiesett                                                                         | kiesett                                  | kiesett           | kiesett           | kiesett           | 17.      |
| Paula Badosa Sara Sorribes Tormo      | Páros       |                                                | Mexikó (MEX) · Giuliana Olmos · Renata Zarazúa · 6-2, 6-7(4–7), [10]–[7] | Csehország (CZE) · Barbora Krejčíková · Kateřina Siniaková · 2-6, 7-5, [5]–[10] | kiesett                                  | kiesett           | kiesett           | kiesett           | 9.       |
| Garbiñe Muguruza Carla Suárez Navarro | Páros       |                                                | Belgium (BEL) · Elise Mertens · Alison Van Uytvanck · 6-3, 7-6(7–4)      | Svájc (SUI) · Belinda Bencic · Viktorija Golubic · 6-3, 1-6, [9]–[11]           | kiesett                                  | kiesett           | kiesett           | kiesett           | 9.       |

## Tollaslabda
| Versenyző       | Versenyszám | Csoportkör                                                                                           | Csoportkör | Nyolcaddöntő      | Negyeddöntő       | Elődöntő          | Bronz- mérkőzés   | Döntő             | Helyezés |
| Versenyző       | Versenyszám | Ellenfél Eredmény                                                                                    | Hely.      | Ellenfél Eredmény | Ellenfél Eredmény | Ellenfél Eredmény | Ellenfél Eredmény | Ellenfél Eredmény | Helyezés |
| --------------- | ----------- | --- | ---------- | ----------------- | ----------------- | ----------------- | ----------------- | ----------------- | -------- |
| Pablo Abián     | Férfi egyes | N csoport · Raul Must (EST) · 21–7, 21–11 · Csen Lung (Chen Long) (CHN) · 11–21, 10–21               | 2.         | kiesett           | kiesett           | kiesett           | kiesett           | kiesett           | 15.      |
| Clara Azurmendi | Női egyes   | C csoport · An Szejong (An Se-young) (KOR) · 13–21, 6–21 · Dorcas Ajoke Adesokan (NGR) · 21–10, 21–2 | 2.         | kiesett           | kiesett           | kiesett           | kiesett           | kiesett           | 15.      |

## Torna
Férfi
| Versenyző                                         | Versenyszám      | Selejtező | Selejtező | Döntő    | Döntő    |
| Versenyző                                         | Versenyszám      | Pontszám  | Helyezés  | Pontszám | Helyezés |
| ------------------------------------------------- | ---------------- | --------- | --------- | -------- | -------- |
| Néstor Abad                                       | Talaj            | 13,666    | 40.       | kiesett  | kiesett  |
| Néstor Abad                                       | Korlát           | 14,800    | 23.       | kiesett  | kiesett  |
| Néstor Abad                                       | Nyújtó           | 13,133    | 42.       | kiesett  | kiesett  |
| Néstor Abad                                       | Gyűrű            | 11,966    | 69.       | kiesett  | kiesett  |
| Néstor Abad                                       | Lólengés         | 11,466    | 71.       | kiesett  | kiesett  |
| Néstor Abad                                       | Egyéni összetett | 78,031    | 53.       | kiesett  | kiesett  |
| Thierno Diallo                                    | Talaj            | 12,233    | 66.       | kiesett  | kiesett  |
| Thierno Diallo                                    | Korlát           | 14,000    | 46.       | kiesett  | kiesett  |
| Thierno Diallo                                    | Nyújtó           | 11,100    | 70.       | kiesett  | kiesett  |
| Thierno Diallo                                    | Gyűrű            | 13,000    | 58.       | kiesett  | kiesett  |
| Thierno Diallo                                    | Lólengés         | 12,900    | 50.       | kiesett  | kiesett  |
| Thierno Diallo                                    | Egyéni összetett | 76,066    | 56.       | kiesett  | kiesett  |
| Nicolau Mir                                       | Talaj            | 13,533    | 45.       | kiesett  | kiesett  |
| Nicolau Mir                                       | Ugrás            | 14,133    | 13.       | kiesett  | kiesett  |
| Nicolau Mir                                       | Korlát           | 14,033    | 43.       | kiesett  | kiesett  |
| Nicolau Mir                                       | Nyújtó           | 13,233    | 37.*      | kiesett  | kiesett  |
| Nicolau Mir                                       | Gyűrű            | 12,400    | 67.       | kiesett  | kiesett  |
| Nicolau Mir                                       | Lólengés         | 12,600    | 58.       | kiesett  | kiesett  |
| Nicolau Mir                                       | Egyéni összetett | 79,665    | 48.       | kiesett  | kiesett  |
| Joel Plata                                        | Talaj            | 13,500    | 48.       | kiesett  | kiesett  |
| Joel Plata                                        | Korlát           | 14,633    | 30.       | kiesett  | kiesett  |
| Joel Plata                                        | Nyújtó           | 12,466    | 62.       | kiesett  | kiesett  |
| Joel Plata                                        | Gyűrű            | 13,300    | 50.       | kiesett  | kiesett  |
| Joel Plata                                        | Lólengés         | 13,433    | 35.       | kiesett  | kiesett  |
| Joel Plata                                        | Egyéni összetett | 81,298    | 37.       | kiesett  | kiesett  |
| Rayderley Zapata                                  | Talaj            | 15,041    | 4.        | 14,933   |          |
| Néstor Abad Thierno Diallo Nicolau Mir Joel Plata | Csapat összetett | 241,462   | 12.       | kiesett  | kiesett  |

Női
| Versenyző                                               | Versenyszám      | Selejtező | Selejtező | Döntő    | Döntő    |
| Versenyző                                               | Versenyszám      | Pontszám  | Helyezés  | Pontszám | Helyezés |
| ------------------------------------------------------- | ---------------- | --------- | --------- | -------- | -------- |
| Laura Bechdejú                                          | Talaj            | 12,300    | 62.       | kiesett  | kiesett  |
| Laura Bechdejú                                          | Felemás korlát   | 12,700    | 56.       | kiesett  | kiesett  |
| Laura Bechdejú                                          | Gerenda          | 12,666    | 45.*      | kiesett  | kiesett  |
| Laura Bechdejú                                          | Egyéni összetett | 51,199    | 53.       | kiesett  | kiesett  |
| Marina González                                         | Talaj            | 12,866    | 36.       | kiesett  | kiesett  |
| Marina González                                         | Felemás korlát   | 11,033    | 81.       | kiesett  | kiesett  |
| Marina González                                         | Gerenda          | 12,366    | 55.       | kiesett  | kiesett  |
| Marina González                                         | Egyéni összetett | 49,498    | 63.       | kiesett  | kiesett  |
| Alba Petisco                                            | Talaj            | 12,566    | 53.       | kiesett  | kiesett  |
| Alba Petisco                                            | Felemás korlát   | 12,866    | 51.       | kiesett  | kiesett  |
| Alba Petisco                                            | Gerenda          | 11,700    | 73.       | kiesett  | kiesett  |
| Alba Petisco                                            | Egyéni összetett | 50,598    | 57.       | kiesett  | kiesett  |
| Roxana Popa                                             | Talaj            | 12,533    | 55.       | kiesett  | kiesett  |
| Roxana Popa                                             | Felemás korlát   | 14,400    | 15.       | kiesett  | kiesett  |
| Roxana Popa                                             | Gerenda          | 12,866    | 40.       | kiesett  | kiesett  |
| Roxana Popa                                             | Egyéni összetett | 54,099    | 21.       | 51,533   | 22.      |
| Laura Bechdejú Marina González Alba Petisco Roxana Popa | Csapat összetett | 157,128   | 12.       | kiesett  | kiesett  |

* - egy másik versenyzővel azonos eredményt ért el

## Triatlon
Egyéni
| Versenyző       | Versenyszám | 1,5 km úszás | Depózás 1 | 40 km kerékpározás | Depózás 2     | 10 km futás | Összesítés | Összesítés |
| Versenyző       | Versenyszám | Idő          | Idő       | Idő                | Idő           | Idő         | Idő        | Helyezés   |
| --------------- | ----------- | ------------ | --------- | ------------------ | ------------- | ----------- | ---------- | ---------- |
| Fernando Alarza | Férfi       | 18:20        | 0:38      | 56:09              | 0:33          | 30:42       | 1:46:22    | 12.        |
| Francisco Gómez | Férfi       | 18:22        | 0:38      | 56:05              | 0:33          | 32:08       | 1:47:46    | 25.        |
| Mario Mola      | Férfi       | 18:21        | 0:38      | 56:06              | 0:30          | 30:38       | 1:46:13    | 10.        |
| Miriam Casillas | Női         | 19:46        | 0:42      | 1:04:50            | 0:34          | 36:00       | 2:01:52    | 21.        |
| Anna Godoy      | Női         | 20:12        | 0:44      | lekörözték         | nem ért célba | kiesett     | kiesett    | kiesett    |

Csapat
| Versenyző                                             | Versenyszám   | Úszás (300 m X 4) | Depózás 1 | Kerékpározás (6,8 km X 4) | Depózás 2 | Futás (2 km X 4) | Összesen | Hely. |
| ----------------------------------------------------- | ------------- | ----------------- | --------- | ------------------------- | --------- | ---------------- | -------- | ----- |
| Anna Godoy Fernando Alarza Miriam Casillas Mario Mola | Vegyes csapat | 16:29             | 2:33      | 41:10                     | 1:55      | 24:24            | 1:26:31  | 10.   |

## Úszás
Férfi
| Versenyző        | Versenyszám      | Előfutam | Előfutam | Előfutam | Elődöntő | Elődöntő | Elődöntő | Döntő     | Döntő    |
| Versenyző        | Versenyszám      | Idő      | Hely.    | Össz.    | Idő      | Hely.    | Össz.    | Idő       | Helyezés |
| ---------------- | ---------------- | -------- | -------- | -------- | -------- | -------- | -------- | --------- | -------- |
| Hugo González    | 100 m hát        | 53,45    | 5.       | 9.       | 53,05    | 4.       | 7.       | 52,78     | 6.       |
| Hugo González    | 200 m vegyes     | 1:57,61  | 3.       | 11.      | 1:57,96  | 6.       | 11.      | kiesett   | kiesett  |
| Nicolás García   | 200 m hát        | 1:57,62  | 6.       | 13.      | 1:56,35  | 3.       | 5.       | 1:59,06   | 8.       |
| Joan Lluís Pons  | 400 m vegyes     | 4:12,67  | 1.       | 15.      |          |          |          | kiesett   | kiesett  |
| Alberto Martínez | 10 km nyílt vízi |          |          |          |          |          |          | 1:53:16,4 | 18.      |

Női
| Versenyző                                                | Versenyszám      | Előfutam | Előfutam | Előfutam | Elődöntő | Elődöntő | Elődöntő | Döntő     | Döntő    |
| Versenyző                                                | Versenyszám      | Idő      | Hely.    | Össz.    | Idő      | Hely.    | Össz.    | Idő       | Helyezés |
| -------------------------------------------------------- | ---------------- | -------- | -------- | -------- | -------- | -------- | -------- | --------- | -------- |
| Lidón Muñoz                                              | 50 m gyors       | 25,10    | 1.       | 23.      | kiesett  | kiesett  | kiesett  | kiesett   | kiesett  |
| Lidón Muñoz                                              | 100 m gyors      | 54,97    | 4.       | 27.      | kiesett  | kiesett  | kiesett  | kiesett   | kiesett  |
| Jimena Pérez                                             | 800 m gyors      | 8:33,98  | 5.       | 21.      |          |          |          | kiesett   | kiesett  |
| Jimena Pérez                                             | 1500 m gyors     | 16:15,99 | 8.       | 18.      |          |          |          | kiesett   | kiesett  |
| Mireia Belmonte                                          | 1500 m gyors     | 16:11,68 | 7.       | 15.      |          |          |          | kiesett   | kiesett  |
| Mireia Belmonte                                          | 800 m gyors      | 8:26,71  | 6.       | 14.      |          |          |          | kiesett   | kiesett  |
| Mireia Belmonte                                          | 400 m vegyes     | 4:35,88  | 3.       | 4.       |          |          |          | 4:35,13   | 4.       |
| África Zamorano                                          | 200 m hát        | 2:10,72  | 6.       | 14.      | 2:10,42  | 7.       | 13.      | kiesett   | kiesett  |
| África Zamorano                                          | 200 m vegyes     | 2:13,81  | 6.       | 20.      | kiesett  | kiesett  | kiesett  | kiesett   | kiesett  |
| Jessica Vall                                             | 100 m mell       | 1:07,07  | 7.       | 18.      | kiesett  | kiesett  | kiesett  | kiesett   | kiesett  |
| Jessica Vall                                             | 200 m mell       | 2:23,31  | 3.       | 10.      | 2:24,87  | 6.       | 13.      | kiesett   | kiesett  |
| Marina García                                            | 200 m mell       | 2:26,21  | 5.       | 22.      | kiesett  | kiesett  | kiesett  | kiesett   | kiesett  |
| África Zamorano Jessica Vall Mireia Belmonte Lidón Muñoz | 4 × 100 m vegyes | 4:04,14  | 8.       | 16.      |          |          |          | kiesett   | kiesett  |
| Paula Ruiz                                               | 10 km nyílt vízi |          |          |          |          |          |          | 2:03:17,6 | 16.      |

## Vitorlázás
Férfi
| Versenyző                      | Versenyszám     | Futam | Futam | Futam | Futam | Futam | Futam | Futam | Futam | Futam | Futam | Futam | Futam | Futam   | Pontszám | Helyezés |
| Versenyző                      | Versenyszám     | 1     | 2     | 3     | 4     | 5     | 6     | 7     | 8     | 9     | 10    | 11    | 12    | É       | Pontszám | Helyezés |
| ------------------------------ | --------------- | ----- | ----- | ----- | ----- | ----- | ----- | ----- | ----- | ----- | ----- | ----- | ----- | ------- | -------- | -------- |
| Ángel Granda                   | Szörfvitorlázás | 2     | 3     | 13    | 14    | 12    | 15    | 15    | 9     | 10    | (18)  | 7     | 8     | 10      | 118      | 10.      |
| Joan Cardona Méndez            | Finn dingi      | 3     | 3     | 5     | 3     | 2     | 3     | (13)  | 7     | 5     | 8     |       |       | 12      | 51       |          |
| Joel Rodríguez                 | Laser           | 21    | 4     | 23    | 13    | 9     | 25    | 9     | 10    | (27)  | 21    |       |       | kiesett | 135      | 16.      |
| Nicolás Rodríguez Jordi Xammar | 470-es osztály  | 10    | 1     | 10    | 6     | (14)  | 1     | 3     | 2     | 5     | 7     |       |       | 10      | 55       |          |
| Diego Botín Iago López         | 49er osztály    | 5     | 1     | 2     | 5     | 4     | 10    | (15)  | 2     | 5     | 4     | 12    | 6     | 14      | 70       | 4.       |

Női
| Versenyző                      | Versenyszám     | Futam | Futam | Futam | Futam | Futam | Futam | Futam | Futam | Futam | Futam | Futam | Futam | Futam   | Pontszám | Helyezés |
| Versenyző                      | Versenyszám     | 1     | 2     | 3     | 4     | 5     | 6     | 7     | 8     | 9     | 10    | 11    | 12    | É       | Pontszám | Helyezés |
| ------------------------------ | --------------- | ----- | ----- | ----- | ----- | ----- | ----- | ----- | ----- | ----- | ----- | ----- | ----- | ------- | -------- | -------- |
| Blanca Manchón                 | Szörfvitorlázás | 7     | 7     | 12    | 14    | 13    | (16)  | 14    | 9     | 14    | 14    | 10    | 10    | kiesett | 124      | 11.      |
| Cristina Pujol                 | Laser radial    | 1     | 23    | 23    | 28    | 24    | 26    | 30    | (33)  | 20    | 4     |       |       | kiesett | 179      | 23.      |
| Patricia Cantero Silvia Mas    | 470-es osztály  | 11    | 13    | 3     | 6     | 14    | 15    | 8     | (17)  | 1     | 10    |       |       | kiesett | 81       | 11.      |
| Paula Barceló Támara Echegoyen | 49erFX osztály  | 2     | 10    | (22)  | 2     | 3     | 3     | 13    | 4     | 5     | 19    | 12    | 4     | 12      | 89       | 4.       |

Vegyes
| Versenyző                    | Versenyszám | Futam | Futam | Futam | Futam | Futam | Futam | Futam | Futam | Futam | Futam | Futam | Futam | Futam | Pontszám | Helyezés |
| Versenyző                    | Versenyszám | 1     | 2     | 3     | 4     | 5     | 6     | 7     | 8     | 9     | 10    | 11    | 12    | É     | Pontszám | Helyezés |
| ---------------------------- | ----------- | ----- | ----- | ----- | ----- | ----- | ----- | ----- | ----- | ----- | ----- | ----- | ----- | ----- | -------- | -------- |
| Tara Pacheco Florián Trittel | Nacra 17    | 4     | 6     | 6     | 10    | 6     | 3     | 7     | 1     | 7     | 9     | (13)  | 3     | 14    | 76       | 6.       |

## Vívás
Férfi
| Versenyző       | Versenyszám | Selejtező         | 32-es főtábla                       | Nyolcaddöntő      | Negyeddöntő       | Elődöntő          | Bronz- mérkőzés   | Döntő             | Helyezés |
| Versenyző       | Versenyszám | Ellenfél Eredmény | Ellenfél Eredmény                   | Ellenfél Eredmény | Ellenfél Eredmény | Ellenfél Eredmény | Ellenfél Eredmény | Ellenfél Eredmény | Helyezés |
| --------------- | ----------- | ----------------- | ----------------------------------- | ----------------- | ----------------- | ----------------- | ----------------- | ----------------- | -------- |
| Carlos Llavador | Tőr, egyéni | erőnyerő          | Alexander Choupenitch (CZE) · 11–15 | kiesett           | kiesett           | kiesett           | kiesett           | kiesett           | 23.      |

## Vízilabda

### Férfi
| Spanyol férfi vízilabdacsapat-játékoskeret                                                                                | Spanyol férfi vízilabdacsapat-játékoskeret                                                                  |
| --- | --- |
| - Unai Aguirre - Alejandro Bustos - Miguel de Toro - Martin Faměra - Francisco Fernández - Álvaro Granados - Marc Larumbe | - Daniel López Pinedo - Blai Mallarach - Alberto Munárriz - Felipe Perrone - Bernat Sanahuja - Roger Tahull |

#### Eredmények
Csoportkör
B csoport
| Hely. | Csapat              | M | Gy | D | V | G+ | G– | Gk  | P  | Továbbjutás |
| ----- | ------------------- | - | -- | - | - | -- | -- | --- | -- | ----------- |
| 1.    | Spanyolország (ESP) | 5 | 5  | 0 | 0 | 61 | 31 | +30 | 10 | Negyeddöntő |
| 2.    | Horvátország (CRO)  | 5 | 3  | 0 | 2 | 62 | 46 | +16 | 6  | Negyeddöntő |
| 3.    | Szerbia (SRB)       | 5 | 3  | 0 | 2 | 70 | 46 | +24 | 6  | Negyeddöntő |
| 4.    | Montenegró (MNE)    | 5 | 2  | 0 | 3 | 54 | 56 | −2  | 4  | Negyeddöntő |
| 5.    | Ausztrália (AUS)    | 5 | 2  | 0 | 3 | 49 | 60 | −11 | 4  |             |
| 6.    | Kazahsztán (KAZ)    | 5 | 0  | 0 | 5 | 35 | 92 | −57 | 0  |             |

1. 1 2  Horvátország 14–12 Szerbia
2. 1 2  Ausztrália 10–15 Montenegró

| 2021. július 25. 18:20 (11:20) | Szerbia (SRB)        | 12–13       | Spanyolország (ESP) | Tokyo Tatsumi International Swimming Center Játékvezetők: Michael Goldenberg (USA), Georgios Stavridis (GRE) |
| 2021. július 25. 18:20 (11:20) | (3–3, 3–5, 3–2, 3–3) |             |                     | Tokyo Tatsumi International Swimming Center Játékvezetők: Michael Goldenberg (USA), Georgios Stavridis (GRE) |
| 2021. július 25. 18:20 (11:20) | négy játékos 2       | Jegyzőkönyv | Munárriz 4          | Tokyo Tatsumi International Swimming Center Játékvezetők: Michael Goldenberg (USA), Georgios Stavridis (GRE) |

| 2021. július 27. 11:30 (4:30) | Montenegró (MNE)     | 6–8         | Spanyolország (ESP) | Tokyo Tatsumi International Swimming Center Játékvezetők: Sébastien Dervieux (FRA), Georgios Stavridis (GRE) |
| 2021. július 27. 11:30 (4:30) | (2–3, 1–2, 2–2, 1–1) |             |                     | Tokyo Tatsumi International Swimming Center Játékvezetők: Sébastien Dervieux (FRA), Georgios Stavridis (GRE) |
| 2021. július 27. 11:30 (4:30) | Matković 3           | Jegyzőkönyv | három játékos 2     | Tokyo Tatsumi International Swimming Center Játékvezetők: Sébastien Dervieux (FRA), Georgios Stavridis (GRE) |

| 2021. július 29. 11:30 (4:30) | Spanyolország (ESP)  | 16–4        | Kazahsztán (KAZ) | Tokyo Tatsumi International Swimming Center Játékvezetők: Michael Goldenberg (USA), Dion Willis (RSA) |
| 2021. július 29. 11:30 (4:30) | (3–0, 3–0, 5–2, 5–2) |             |                  | Tokyo Tatsumi International Swimming Center Játékvezetők: Michael Goldenberg (USA), Dion Willis (RSA) |
| 2021. július 29. 11:30 (4:30) | Granados 5           | Jegyzőkönyv | Vuksanović 2     | Tokyo Tatsumi International Swimming Center Játékvezetők: Michael Goldenberg (USA), Dion Willis (RSA) |

| 2021. július 31. 11:30 (4:30) | Ausztrália (AUS)     | 5–16        | Spanyolország (ESP) | Tokyo Tatsumi International Swimming Center Játékvezetők: Adrian Alexandrescu (ROU), Sébastien Dervieux (FRA) |
| 2021. július 31. 11:30 (4:30) | (2–4, 1–4, 2–5, 0–3) |             |                     | Tokyo Tatsumi International Swimming Center Játékvezetők: Adrian Alexandrescu (ROU), Sébastien Dervieux (FRA) |
| 2021. július 31. 11:30 (4:30) | Edwards, Younger 2   | Jegyzőkönyv | Granados 4          | Tokyo Tatsumi International Swimming Center Játékvezetők: Adrian Alexandrescu (ROU), Sébastien Dervieux (FRA) |

| 2021. augusztus 2. 15:30 (8:30) | Spanyolország (ESP)  | 8–4         | Horvátország (CRO) | Tokyo Tatsumi International Swimming Center Játékvezetők: Georgios Stavridis (GRE), Kun György (HUN) |
| 2021. augusztus 2. 15:30 (8:30) | (2–1, 1–0, 4–2, 1–1) |             |                    | Tokyo Tatsumi International Swimming Center Játékvezetők: Georgios Stavridis (GRE), Kun György (HUN) |
| 2021. augusztus 2. 15:30 (8:30) | Granados 2           | Jegyzőkönyv | Bukić 2            | Tokyo Tatsumi International Swimming Center Játékvezetők: Georgios Stavridis (GRE), Kun György (HUN) |

Negyeddöntő
| 2021. augusztus 4. 14:00 (7:00) | Egyesült Államok (USA) | 8–12        | Spanyolország (ESP) | Tokyo Tatsumi International Swimming Center Játékvezetők: Michiel Zwart (NED), Kun György (HUN) |
| 2021. augusztus 4. 14:00 (7:00) | (3–3, 3–3, 0–1, 2–5)   |             |                     | Tokyo Tatsumi International Swimming Center Játékvezetők: Michiel Zwart (NED), Kun György (HUN) |
| 2021. augusztus 4. 14:00 (7:00) | Daube 3                | Jegyzőkönyv | négy játékos 2      | Tokyo Tatsumi International Swimming Center Játékvezetők: Michiel Zwart (NED), Kun György (HUN) |

Elődöntő
| 2021. augusztus 6. 19:50 (12:50) | Szerbia (SRB)        | 10–9        | Spanyolország (ESP) | Tokyo Tatsumi International Swimming Center Játékvezetők: Adrian Alexandrescu (ROU), Michiel Zwart (NED) |
| 2021. augusztus 6. 19:50 (12:50) | (2–0, 2–5, 1–2, 5–2) |             |                     | Tokyo Tatsumi International Swimming Center Játékvezetők: Adrian Alexandrescu (ROU), Michiel Zwart (NED) |
| 2021. augusztus 6. 19:50 (12:50) | Mandić 3             | Jegyzőkönyv | három játékos 2     | Tokyo Tatsumi International Swimming Center Játékvezetők: Adrian Alexandrescu (ROU), Michiel Zwart (NED) |

Bronzmérkőzés
| 2021. augusztus 8. 13:40 (6:40) | Magyarország (HUN)   | 9–5         | Spanyolország (ESP) | Tokyo Tatsumi International Swimming Center Játékvezetők: Arkadiy Voevodin (RUS), Georgios Stavridis (GRE) |
| 2021. augusztus 8. 13:40 (6:40) | (3–3, 2–2, 1–0, 3–0) |             |                     | Tokyo Tatsumi International Swimming Center Játékvezetők: Arkadiy Voevodin (RUS), Georgios Stavridis (GRE) |
| 2021. augusztus 8. 13:40 (6:40) | Vámos 2              | Jegyzőkönyv | Munárriz 2          | Tokyo Tatsumi International Swimming Center Játékvezetők: Arkadiy Voevodin (RUS), Georgios Stavridis (GRE) |

| Csapat              | Helyezés |
| ------------------- | -------- |
| Spanyolország (ESP) | 4.       |

### Női
| Spanyol női vízilabdacsapat-játékoskeret                                                                   | Spanyol női vízilabdacsapat-játékoskeret                                                 |
| --- | ---------------------------------------------------------------------------------------- |
| - Marta Bach - Anni Espar - Clara Espar - Laura Ester - Judith Forca - Maica García Godoy - Irene González | - Paula Leitón - Beatriz Ortiz - Pilar Peña - Elena Ruiz - Elena Sánchez - Roser Tarragó |

#### Eredmények
Csoportkör
A csoport
| Hely. | Csapat                        | M | Gy | D | V | G+ | G– | Gk  | P | Továbbjutás |
| ----- | ----------------------------- | - | -- | - | - | -- | -- | --- | - | ----------- |
| 1.    | Spanyolország (ESP)           | 4 | 3  | 0 | 1 | 71 | 37 | +34 | 6 | Negyeddöntő |
| 2.    | Ausztrália (AUS)              | 4 | 3  | 0 | 1 | 46 | 33 | +13 | 6 | Negyeddöntő |
| 3.    | Hollandia (NED)               | 4 | 3  | 0 | 1 | 75 | 41 | +34 | 6 | Negyeddöntő |
| 4.    | Kanada (CAN)                  | 4 | 1  | 0 | 3 | 48 | 39 | +9  | 2 | Negyeddöntő |
| 5.    | Dél-afrikai Köztársaság (RSA) | 4 | 0  | 0 | 4 | 7  | 97 | −90 | 0 |             |

1. 1 2 3  Spanyolország 2 pont, +5 gk; Hollandia 2 pont, −2 gk; Ausztrália 2 pont, −3 gk

| 2021. július 24. 15:30 (8:30) | Dél-afrikai Köztársaság (RSA) | 4–29        | Spanyolország (ESP) | Tokyo Tatsumi International Swimming Center Játékvezetők: Asumi Tsuzaki (JPN), Ursula Wengenroth (SUI) |
| 2021. július 24. 15:30 (8:30) | (2–5, 1–9, 1–5, 0–10)         |             |                     | Tokyo Tatsumi International Swimming Center Játékvezetők: Asumi Tsuzaki (JPN), Ursula Wengenroth (SUI) |
| 2021. július 24. 15:30 (8:30) | Wedderburn 2                  | Jegyzőkönyv | Ruiz 5              | Tokyo Tatsumi International Swimming Center Játékvezetők: Asumi Tsuzaki (JPN), Ursula Wengenroth (SUI) |

| 2021. július 26. 19:50 (12:50) | Spanyolország (ESP)  | 14–10       | Kanada (CAN)   | Tokyo Tatsumi International Swimming Center Játékvezetők: Georgios Stavridis (GRE), Nenad Periš (CRO) |
| 2021. július 26. 19:50 (12:50) | (4–2, 2–2, 3–2, 5–3) |             |                | Tokyo Tatsumi International Swimming Center Játékvezetők: Georgios Stavridis (GRE), Nenad Periš (CRO) |
| 2021. július 26. 19:50 (12:50) | Ortiz 4              | Jegyzőkönyv | Lemay-Lavoie 3 | Tokyo Tatsumi International Swimming Center Játékvezetők: Georgios Stavridis (GRE), Nenad Periš (CRO) |

| 2021. július 28. 19:50 (12:50) | Hollandia (NED)      | 14–13       | Spanyolország (ESP) | Tokyo Tatsumi International Swimming Center Játékvezetők: Sébastien Dervieux (FRA), Michael Goldenberg (USA) |
| 2021. július 28. 19:50 (12:50) | (2–3, 3–2, 3–2, 6–6) |             |                     | Tokyo Tatsumi International Swimming Center Játékvezetők: Sébastien Dervieux (FRA), Michael Goldenberg (USA) |
| 2021. július 28. 19:50 (12:50) | Van de Kraats 6      | Jegyzőkönyv | A. Espar 4          | Tokyo Tatsumi International Swimming Center Játékvezetők: Sébastien Dervieux (FRA), Michael Goldenberg (USA) |

| 2021. július 30. 19:50 (12:50) | Spanyolország (ESP)  | 15–9        | Ausztrália (AUS)  | Tokyo Tatsumi International Swimming Center Játékvezetők: Sébastien Dervieux (FRA), Arkadii Voevodin (RUS) |
| 2021. július 30. 19:50 (12:50) | (3–3, 4–3, 4–1, 4–2) |             |                   | Tokyo Tatsumi International Swimming Center Játékvezetők: Sébastien Dervieux (FRA), Arkadii Voevodin (RUS) |
| 2021. július 30. 19:50 (12:50) | Ortiz 5              | Jegyzőkönyv | Kearns, Webster 2 | Tokyo Tatsumi International Swimming Center Játékvezetők: Sébastien Dervieux (FRA), Arkadii Voevodin (RUS) |

Negyeddöntő
| 2021. augusztus 3. 15:30 (8:30) | Spanyolország (ESP)  | 11–7        | Kína (CHN)                 | Tokyo Tatsumi International Swimming Center Játékvezetők: Sébastien Dervieux (FRA), Michael Goldenberg (USA) |
| 2021. augusztus 3. 15:30 (8:30) | (5–2, 4–3, 2–1, 0–1) |             |                            | Tokyo Tatsumi International Swimming Center Játékvezetők: Sébastien Dervieux (FRA), Michael Goldenberg (USA) |
| 2021. augusztus 3. 15:30 (8:30) | Forca 4              | Jegyzőkönyv | Teng Cö-ven (Deng Zewen) 2 | Tokyo Tatsumi International Swimming Center Játékvezetők: Sébastien Dervieux (FRA), Michael Goldenberg (USA) |

Elődöntő
| 2021. augusztus 5. 19:50 (12:50) | Spanyolország (ESP)  | 8–6         | Magyarország (HUN) | Tokyo Tatsumi International Swimming Center Játékvezetők: Nenad Periš (CRO), Vojin Putniković (SRB) |
| 2021. augusztus 5. 19:50 (12:50) | (2–0, 3–2, 3–2, 0–2) |             |                    | Tokyo Tatsumi International Swimming Center Játékvezetők: Nenad Periš (CRO), Vojin Putniković (SRB) |
| 2021. augusztus 5. 19:50 (12:50) | A. Espar 3           | Jegyzőkönyv | Szilágyi 3         | Tokyo Tatsumi International Swimming Center Játékvezetők: Nenad Periš (CRO), Vojin Putniković (SRB) |

Döntő
| 2021. augusztus 7. 16:30 (9:30) | Spanyolország (ESP)  | 5–14        | Egyesült Államok (USA) | Tokyo Tatsumi International Swimming Center Játékvezetők: Nenad Periš (CRO), Sébastien Dervieux (FRA) |
| 2021. augusztus 7. 16:30 (9:30) | (1–4, 3–3, 0–5, 1–2) |             |                        | Tokyo Tatsumi International Swimming Center Játékvezetők: Nenad Periš (CRO), Sébastien Dervieux (FRA) |
| 2021. augusztus 7. 16:30 (9:30) | García 2             | Jegyzőkönyv | Musselman 3            | Tokyo Tatsumi International Swimming Center Játékvezetők: Nenad Periš (CRO), Sébastien Dervieux (FRA) |

| Csapat              | Helyezés |
| ------------------- | -------- |
| Spanyolország (ESP) |          |